# Replonges
Replonges (prononcer [ʁəplɔ̃ʒ]) est une commune française située dans le département de l'Ain, en région Auvergne-Rhône-Alpes.
Cette commune du canton dont elle est le chef-lieu compte 3662 habitants en 2014. Située à moins de quatre kilomètres de Mâcon, la préfecture de Saône-et-Loire, Replonges connaît actuellement une forte croissance démographique, la population ayant doublé en cinquante ans. De plus, sa proximité avec les axes de communication, comme l'A40, accentue ce phénomène et permet également le développement économique de la commune.
Ses habitants s'appellent les Replongeards et les Replongeardes.

## Géographie

### Localisation
Replonges fait partie de la Bresse, dans le Val de Saône. Son agglomération se situe par orthodromie à 3 kilomètres de Bâgé-le-Châtel, 4 kilomètres de Mâcon et 29 kilomètres de Bourg-en-Bresse. Sa situation la place près d'un carrefour des axes de communication avec la Saône et les autoroutes et les voies ferroviaires qui traversent ou passent à proximité de la commune.
Replonges fut un village frontalier de la France, la Bresse appartenant au duché de Savoie de 1272 jusqu'en 1601. Aujourd'hui, la partie ouest du territoire de Replonges fait office de frontière entre l'Ain et la Saône-et-Loire ainsi qu'entre la Bourgogne-Franche-Comté et l'Auvergne-Rhône-Alpes.
Environ vingt-six hameaux sont présents. Voici leur liste : Chemin Vieux, le Clos, le Creux, la Croix Colin, la Croix Verte, la Grande Charrière, Gros Loup, la Levée, la Lie, Limorin, la Madeleine, les Marchands, le Molard, Mons, le Paget, Pain Blanc, le Palachin, le Puits Guillemin, le Putet, Romanèche, le Sablon, la Saugée, le Suc, la Teppe, Tourion, le Mottier.

### Communes limitrophes

Localisation de la commune dans l'Ain et le canton de Replonges.

Les communes limitrophes sont Crottet, Feillens, Saint-André-de-Bâgé, Saint-Laurent-sur-Saône, Mâcon, Sancé et Bâgé-Dommartin.
| Sancé (Saône-et-Loire)  | Feillens  | Bâgé-Dommartin      |
| Mâcon (Saône-et-Loire)  | Replonges | Saint-André-de-Bâgé |
| Saint-Laurent-sur-Saône | Crottet   | Saint-André-de-Bâgé |

### Hydrographie

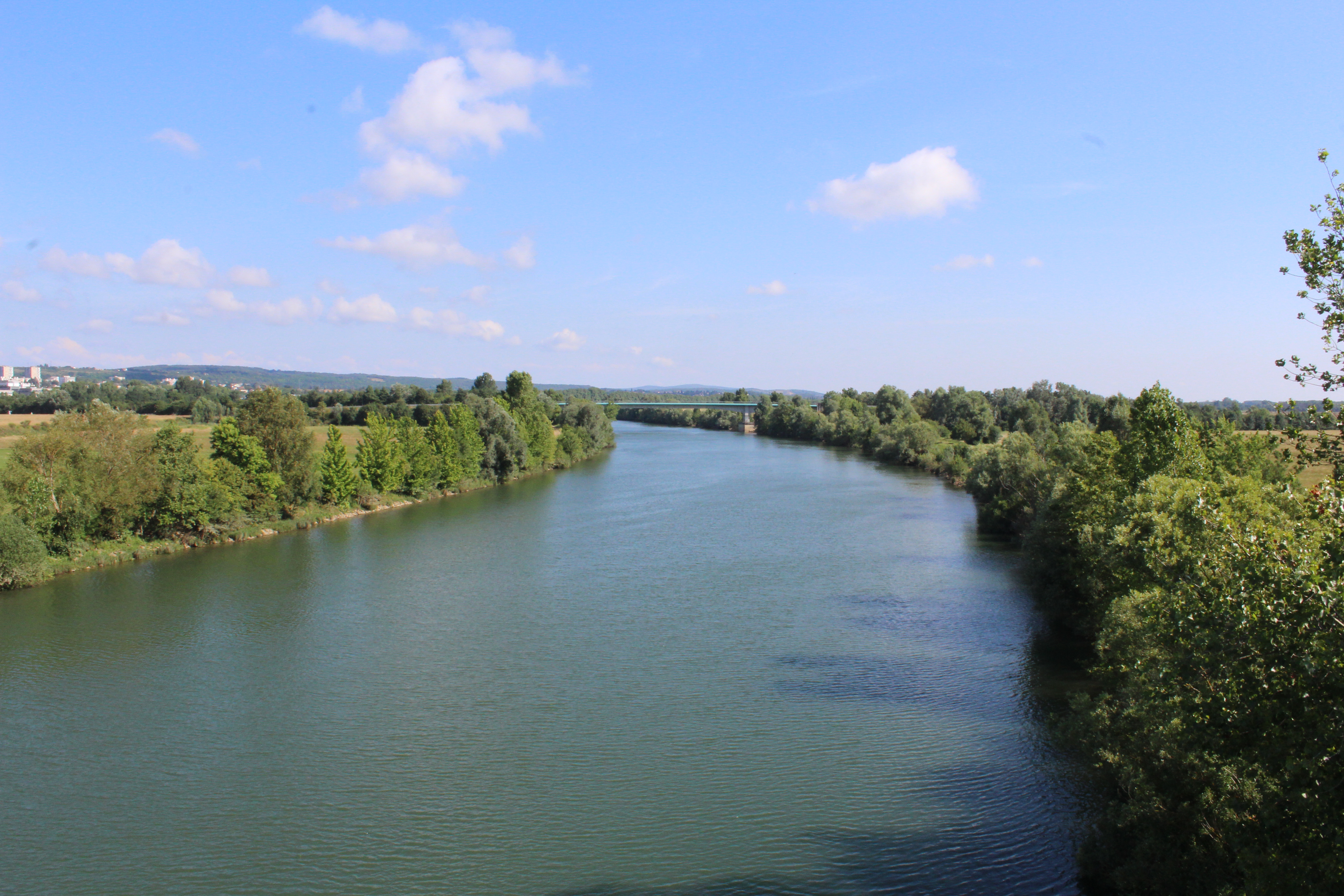
Canal de dérivation de la Saône.

Le territoire communal est traversé par quelques cours d'eau de taille variable. En premier lieu, la Saône longe le nord-ouest de la commune et forme la frontière avec Mâcon, préfecture de Saône-et-Loire. C'est à Replonges que le canal de dérivation de la Saône débute. Construit au début des années 1990 afin d'éviter de détruire le pont Saint-Laurent qui empêchait la traversée de gros bateaux, le canal passe à Crottet et Grièges dans sa partie nord et Replonges dans sa partie nord.
Sous-affluent de la Saône, la Grande Loëze est un ruisseau de l'est de la ville qui marque l'intégralité de la frontière avec Bâgé-la-Ville mais partiellement avec Saint-André-de-Bâgé et Feillens.
D'autres petits ruisseaux se trouvent dans le territoire communal. C'est le cas du Bief de Saint-Maurice qui prend sa source dans la prairie à Feillens et se jette une centaine de mètres en aval dans la Saône. On peut aussi citer le Guère, un ruisseau prenant sa source dans la commune près de l'A40, se jette dans le Bief de Saint-Maurice, quelques centaines de mètres avant que ce dernier ne jette dans la Saône.

### Climat
Pour des articles plus généraux, voir Climat d'Auvergne-Rhône-Alpes et Climat de l'Ain.
En 2010, le climat de la commune est de type climat océanique dégradé des plaines du Centre et du Nord, selon une étude du CNRS s'appuyant sur une série de données couvrant la période 1971-2000. En 2020, Météo-France publie une typologie des climats de la France métropolitaine dans laquelle la commune est dans une zone de transition entre le climat semi-continental et le climat de montagne et est dans la région climatique Bourgogne, vallée de la Saône, caractérisée par un bon ensoleillement (1 900 h/an), un été chaud (18,5 °C), un air sec au printemps et en été et des vents faibles.
Pour la période 1971-2000, la température annuelle moyenne est de 11,6 °C, avec une amplitude thermique annuelle de 18 °C. Le cumul annuel moyen de précipitations est de 885 mm, avec 10,3 jours de précipitations en janvier et 7,5 jours en juillet. Pour la période 1991-2020, la température moyenne annuelle observée sur la station météorologique de Météo-France la plus proche, « Mâcon », sur la commune de Charnay-lès-Mâcon à 7 km à vol d'oiseau, est de 12,3 °C et le cumul annuel moyen de précipitations est de 833,7 mm,. Pour l'avenir, les paramètres climatiques de la commune estimés pour 2050 selon différents scénarios d'émission de gaz à effet de serre sont consultables sur un site dédié publié par Météo-France en novembre 2022.

### Voies de communication et transports
La proximité immédiate de Replonges avec Mâcon permet à la commune d'être traversée et d'être à proximité d'axes de communication importants aux niveaux départemental, régional et national. 

Les axes routiers au sein de la commune.

#### Routes
La route départementale 1079 traverse la commune d'ouest en est. Cette voie débute à Mâcon par le pont Saint-Laurent et prend fin dans la ville de Bourg-en-Bresse. Elle permet de rejoindre par l'ouest Mâcon et le département de Saône-et-Loire tandis que par l'est, elle permet de rejoindre Saint-Cyr-sur-Menthon, Bourg et les autres villes importantes du département. Avant 2006, année de son déclassement, cet axe de communication faisait partie de la route nationale 79 qui reliait Saint-Éloi, commune située près de Nevers, à Montréal-la-Cluse située près de Nantua.
Intersectée par cette dernière au niveau du carrefour de La Madeleine, la route départementale 933 traverse la commune du nord au sud. Elle démarre au sud à la zone d'activités Combe de Veyle et termine au nord à la zone d'activités Feillens Sud. En se dirigeant au sud, les automobilistes peuvent rejoindre Crottet, Pont-de-Veyle et la gare de péage de Crottet qui permet de gagner l'A406. Par le nord, on rejoint Feillens, Manziat et Pont-de-Vaux mais aussi la gare de péage de Feillens qui est reliée à l'A40. Une autre voie de communication est intersectée par la route D1079, il s'agit de route départementale 1179 qui longe l'A406 pour relier les gares de péage de Crottet et de Replonges.
La route départementale 68a traverse la commune d'est en ouest et passe par le centre de la commune ainsi que le hameau de Mons. Elle relie les communes de Saint-Laurent-sur-Saône et de Bâgé-le-Châtel.

Enfin, la route départementale 879 naît au rond-point de l'Europe à La Levée, lieu-dit de la commune accolé à Saint-Laurent. Elle se dirige vers le sud au pont François Mitterrand afin de rejoindre le sud de Mâcon.

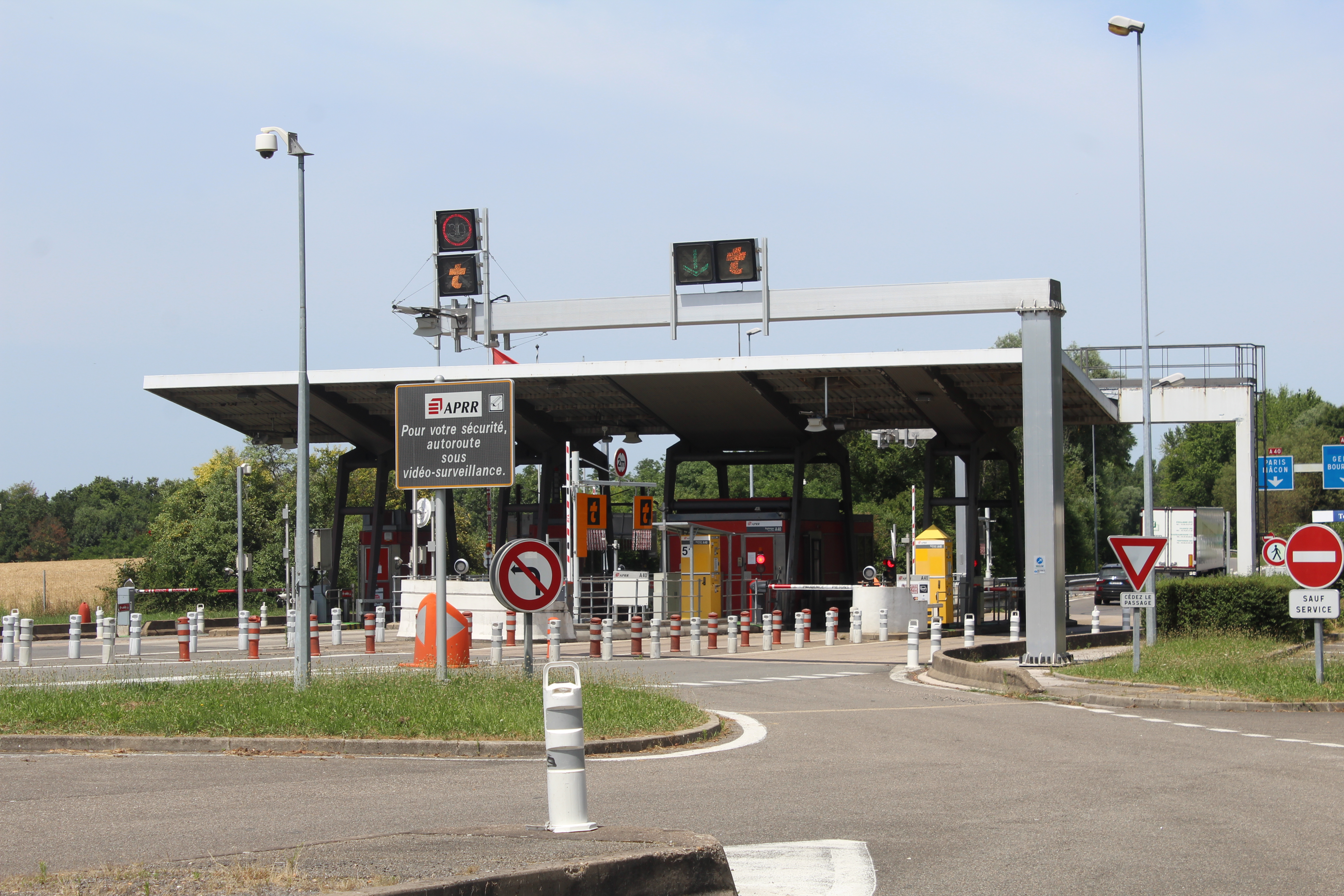
Gare de péage de Replonges.

Deux autoroutes traversent la commune (A40 et A406) et une autre se situe dans les environs, l'A6.
L'autoroute A40 est située sur l'axe Mâcon - Genève et est une portion de la Route Centre-Europe Atlantique Bordeaux/Nantes - Annemasse. Pour accéder à l'A40, il faut aller à la gare de péage de Replonges, localisée près de la zone d'activités de Mâcon-Est, dans l'est de la commune. La portion de la gare de péage à celle de Mâcon-centre est gratuite.
L'autoroute A406 est une voie reliant l'A40 et l'A6. Inaugurée en mars 2011, elle permet aux usagers de gagner un quart d'heure pour aller à Mâcon Sud en évitant le centre. Afin d'accéder au contournement de Mâcon, il suffit de se rendre à la gare de péage de Crottet. Cette autoroute permet d'accéder à l'A6 en direction de Lyon.
L'autoroute A6 est une autoroute passant à une dizaine de kilomètres de la commune qui relie Paris à Lyon et qui est accessible depuis l'A406 pour aller à Lyon et par l'A40 pour se rendre à Paris.

#### Voies ferroviaires

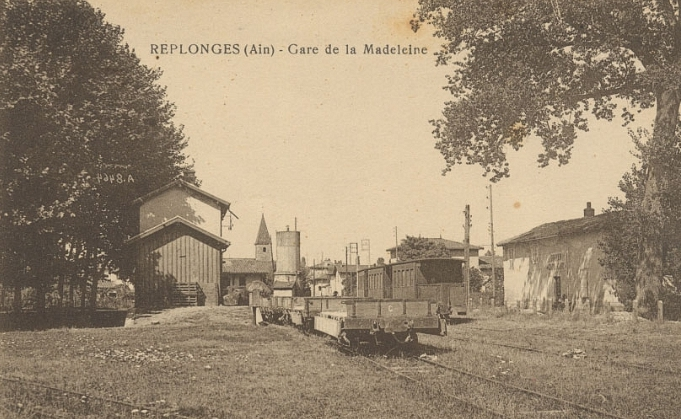
La gare de la Madeleine.

Au début du XXe siècle, avec l'exploitation du réseau des tramways de l'Ain, la commune était traversée par deux lignes ferroviaires :
- la ligne de Bourg à La Madeleine, gérée par la Compagnie des Tramways de l'Ain et longue de 75 km[11] ;
- la ligne de Trévoux à Saint-Trivier-de-Courtes, longue de 81 km longeait la ligne PLM[12].

Avant 1940, ce réseau ferroviaire ferma et est remplacé par un service de transport par cars.
Deux gares desservaient les lignes : la gare de Replonges et la gare de la Madeleine qui était importante du fait qu'elle était à l'intersection des deux lignes.
Aujourd'hui, aucune voie ferrée ne traverse la commune mais quelques-unes sont situées à proximité.
Aucune voie ferrée ne traverse la commune. Néanmoins, la ligne de Mâcon à Ambérieu, desservie par les TER de la région Rhône-Alpes, passe à quelques kilomètres au sud de la commune. Les trains grandes lignes et les TGV ne marquent pas d'arrêt.
Pour rejoindre les grandes villes de France et d'Europe, deux lignes traversent la région. La ligne traditionnelle Paris - Marseille via Dijon passe à Mâcon. La gare de Mâcon-Ville est desservie par les TER Bourgogne, Rhône-Alpes et quelques TGV reliant le nord-est de la France à la Méditerranée. L'autre ligne, la ligne à grande vitesse Paris - Lyon - Marseille ou LGV Sud-Est, traverse la Saône au sud de Mâcon, et comporte un raccordement vers la ligne Mâcon - Bourg. La gare de Mâcon-Loché-TGV, au sud-ouest de Mâcon, est desservie par quelques TGV Paris - Marseille et Paris - Genève.

#### Transport fluvial
La Saône, qui marque la frontière ouest du département de l'Ain, est navigable à grand gabarit européen depuis Verdun-sur-le-Doubs jusqu'à Lyon. Elle constitue un axe de transport fluvial important entre l'est et la Méditerranée. Mâcon possède un port fluvial. La Saône est aussi appréciée pour le tourisme fluvial.

#### Transport aérien
La commune ne dispose pas de plateforme aéroportuaire. La chambre de commerce et d'industrie de Saône-et-Loire gère un petit aéroport à Charnay-lès-Mâcon, au sud-ouest de Mâcon.
Les habitants de la commune doivent se rendre à l'aéroport de Lyon-Saint-Exupéry distant de 80 kilomètres ou bien à l'aéroport de Genève distant de 140 kilomètres pour effectuer des vols à l'international.

#### Transports en commun

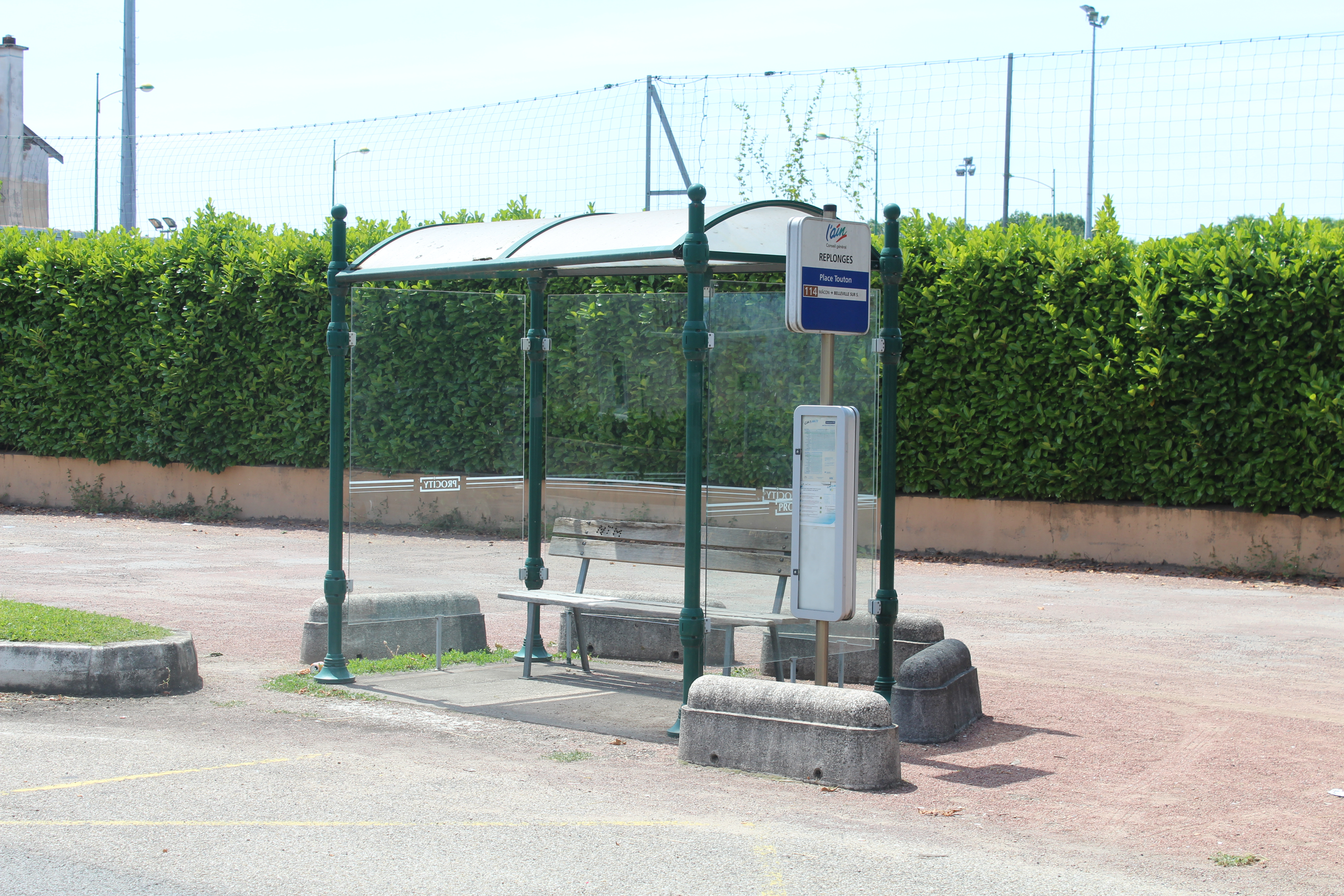
Arrêt Place Touton à La Madeleine.

La commune est reliée au réseau interurbain de l'Ain nommé car.ain.fr puisque trois lignes desservent la commune.
La ligne 114 relie Belleville et Mâcon dans les deux sens. Deux arrêts permettent de rejoindre la ligne à La Madeleine, l'arrêt Place Touton dans le sens Belleville - Mâcon et Rue Rosset dans le sens inverse.
De même, la ligne 118 relie Mâcon à Bourg-en-Bresse dans les deux sens. Elle est accessible depuis deux arrêts : Intermarché et La Madeleine stade.
Enfin la ligne 155 relie Mâcon à Pont-de-Vaux dans les deux sens. Six arrêts sont dans la commune : Mons, Église, Mairie, Le Creux, Poste, La Madeleine stade.

## Urbanisme

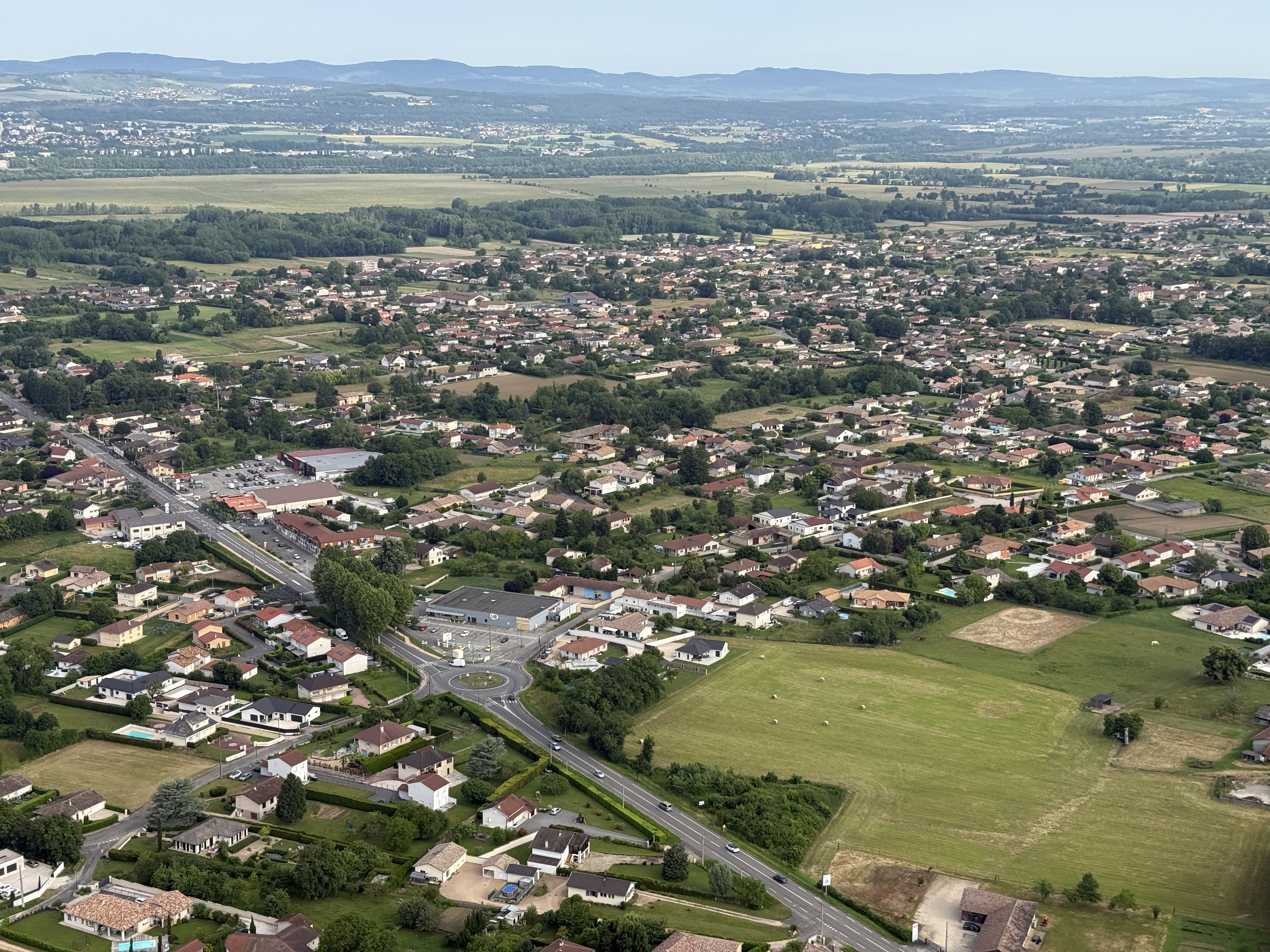
Vue aérienne de la commune.

### Typologie
Au 1er janvier 2024, Replonges est catégorisée bourg rural, selon la nouvelle grille communale de densité à 7 niveaux définie par l'Insee en 2022.
Elle appartient à l'unité urbaine de Replonges, une unité urbaine monocommunale constituant une ville isolée,. Par ailleurs la commune fait partie de l'aire d'attraction de Mâcon, dont elle est une commune de la couronne,. Cette aire, qui regroupe 105 communes, est catégorisée dans les aires de 50 000 à moins de 200 000 habitants,.

### Occupation des sols
L'occupation des sols de la commune, telle qu'elle ressort de la base de données européenne d’occupation biophysique des sols Corine Land Cover (CLC), est marquée par l'importance des territoires agricoles (69,4 % en 2018), en diminution par rapport à 1990 (76,8 %). La répartition détaillée en 2018 est la suivante : 
prairies (39,3 %), zones agricoles hétérogènes (30 %), zones urbanisées (21,6 %), forêts (4,1 %), eaux continentales (3,3 %), zones industrielles ou commerciales et réseaux de communication (1,7 %).
L'évolution de l’occupation des sols de la commune et de ses infrastructures peut être observée sur les différentes représentations cartographiques du territoire : la carte de Cassini (XVIIIe siècle), la carte d'état-major (1820-1866) et les cartes ou photos aériennes de l'IGN pour la période actuelle (1950 à aujourd'hui).

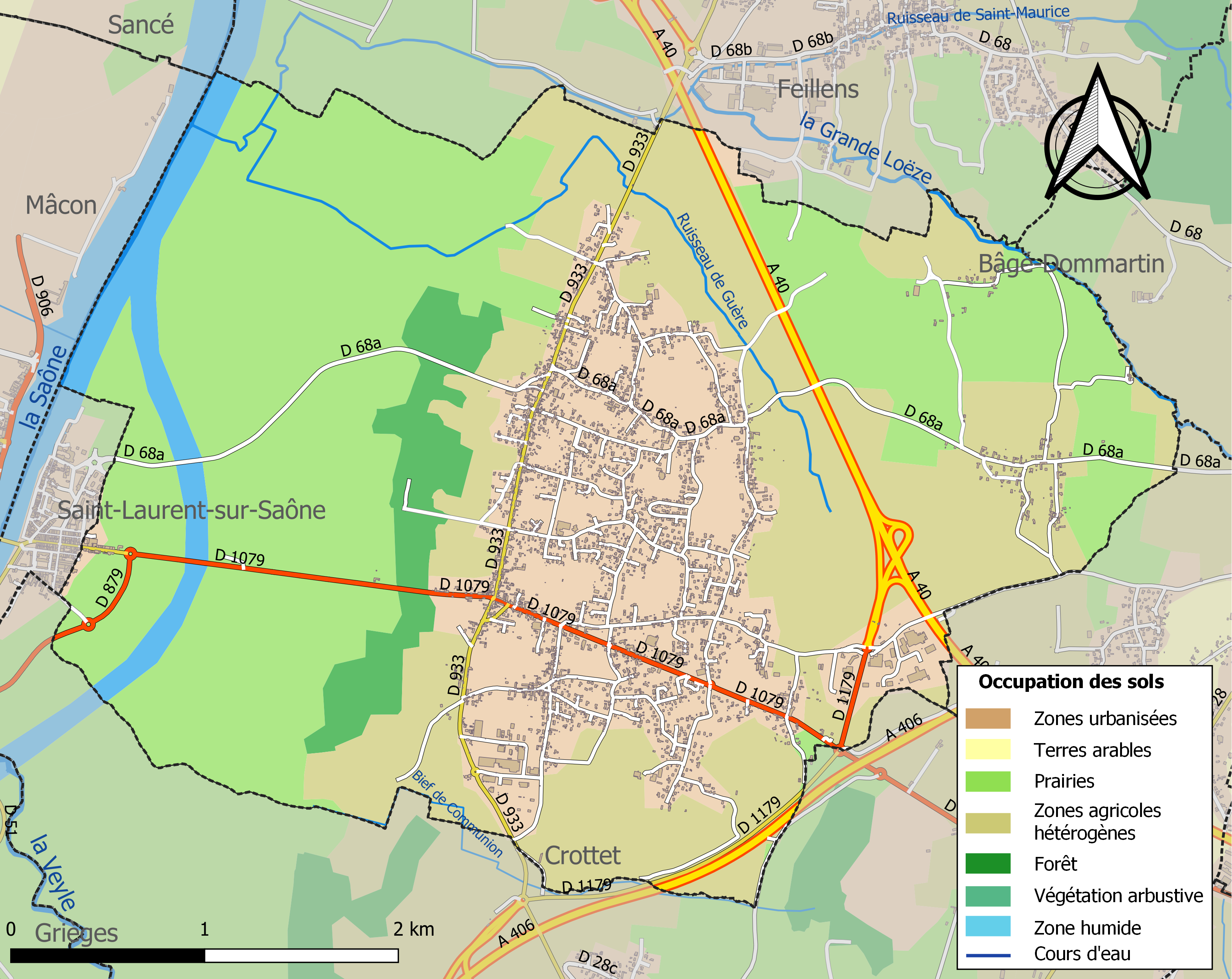
Carte des infrastructures et de l'occupation des sols de la commune en 2018 (CLC).

#### Morphologie urbaine
L'agglomération s'est développée et continue à se développer principalement le long des routes. L'aspect de petite ville de celle-ci contraste avec les hameaux en périphérie de la commune typiques de la Bresse, tels que celui de Mons.

#### Logement
Le nombre total de logements dans la commune est de 2 740. Parmi ces logements, 95,1 % sont des résidences principales, 0,9 % sont des résidences secondaires et 39 % sont des logements vacants. Ces logements sont pour une part de 50 % d'ensembles, 44,5 % sont des maisons et enfin seulement 5,5 % sont des appartements ou des logements d'un autre type. Toujours sur l'ensemble des logements de la commune, 0,2 % sont des studios, 3,5 % sont des logements de deux pièces, 14,1 % en ont trois, 33,7 % des logements disposent de quatre pièces, 29,9 % en ont cinq, et 18,7 % des logements ont six pièces ou plus.

## Toponymie

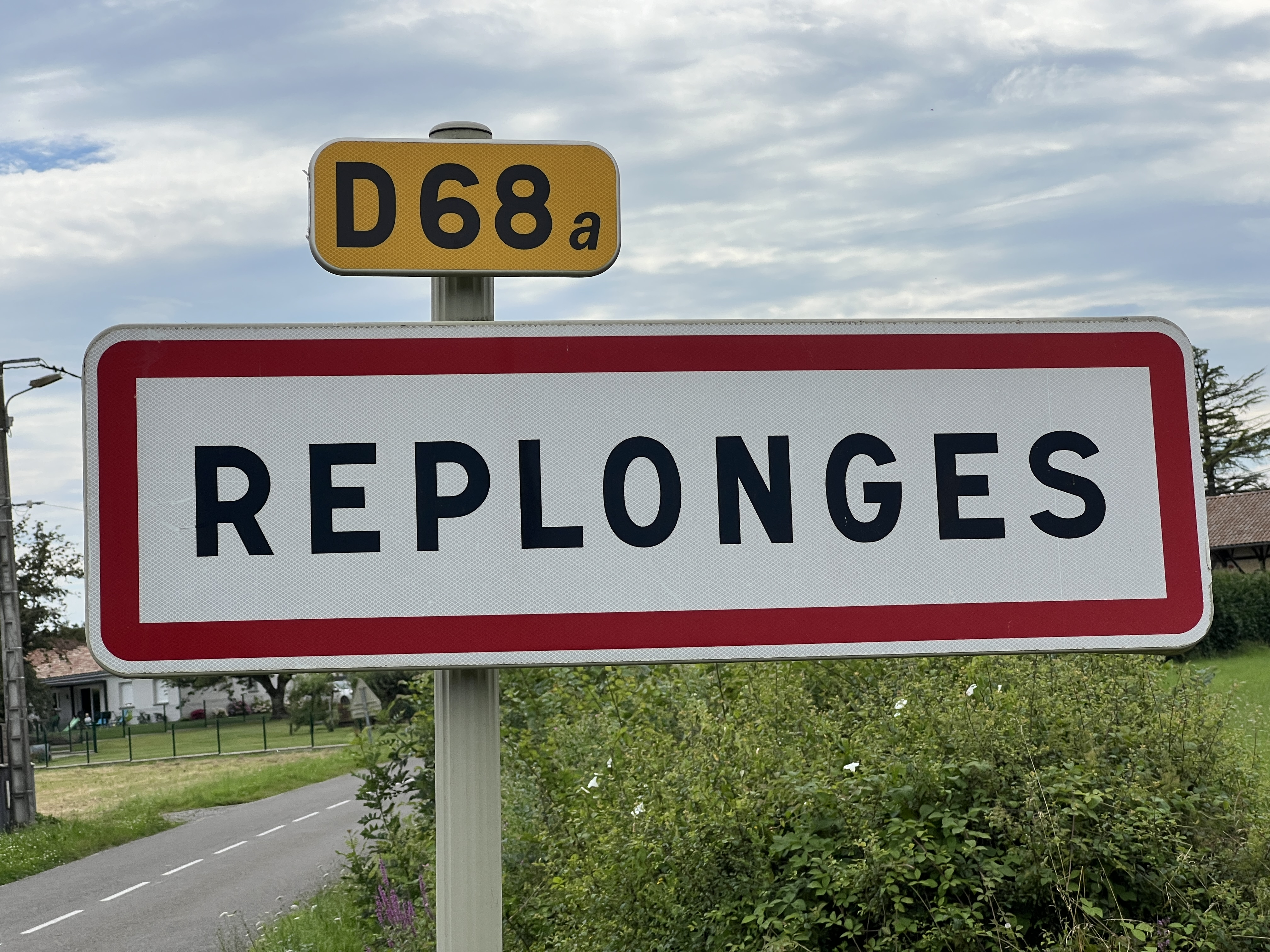
Panneau indiquant le nom Replonges.

### Attestations anciennes
La commune s'est d'abord appelée Riplungio à la fin du Xe siècle, avec des variantes comme Riplongio, Rinplongio voire Ruitplongio.
Au début du XIIe siècle, on trouve la commune sous le nom de Replungium. Au XIIIe siècle, Replungo (1265), Replungeyo (1278) sont mentionnés dans des textes pour désigner le village.
Le XIVe siècle est la période où Replonges est mentionnée pour la première fois en 1344 après avoir porté le nom de Replonjo vers 1325. Toutefois, en 1359, le village est mentionné sous le nom de Replionge.
Au XVIIe siècle, on trouve le nom de Replonge en 1636 puis Replonges en 1670. Ce nom reste inchangé depuis cette date.

### Origine du nom
Le nom de Replonges provient du latin ripa, « rive, berge » et longa, « longue » et signifie donc « rive longue », Replonges n'étant pas loin de la Saône.

## Histoire
On retrouve des traces de présence romaine à Replonges par la découverte d'un ensemble funéraire, ainsi que des pièces de monnaie et des traces d'habitats. Une présence gauloise a également été mise en évidence par la découverte d'un statuette en bronze d'Épona. À l'époque gallo-romaine, la voie romaine de la rive gauche de la Saône traversait le village au lieu-dit « Romanèche ». La mémoire collective a également conservé le souvenir d'un gué romain sur la Loëze.
Le village est mentionné à partir du Xe siècle.
Jusqu’en 1272, Replonges dépendait de la sirerie de Bâgé. La paroisse souffrait des luttes incessantes entre la sirerie et l’Évêque de Mâcon. Si les marquis de Bâgé ont été les seigneurs dominants, on trouve toutefois mention du fief de la Tour de Replonges remis par Amédée VI, comte de Savoie, à Antoine de Monspey, en reconnaissance de ses services en 1380.
En 1601, après la fin de la guerre franco-savoyarde qui se termine par le Traité de Lyon, Replonges appartient à la France avec l'acquisition de celle-ci de la Bresse, du Bugey, du Valromey et du pays de Gex. Elle est par la suite intégrée à la province bourguignonne.
La propriété et l’utilisation de la prairie ont donné lieu à de violentes contestations entre les Replongeards et les Mâconnais jusqu’à la fin du XVIIIe siècle. Un procès fut même intenté contre les bouchers de Mâcon en 1685. La délimitation du territoire ne se fut pas sans heurts : des disputes avec les communes de Saint-Laurent-sur-Saône et Feillens eurent lieu pour revendiquer des territoires.
En 1789, la commune était une communauté du bailliage, élection et subdélégation de Bourg-en-Bresse, dont la justice dépendait du marquisat de Bâgé. Entre 1790 et 1795, le village dépendait du district de Pont-de-Vaux du fait de son intégration dans le canton de Bâgé-le-Châtel.
La Saône fait souvent l'objet de crues qui inondent régulièrement les prairies du val de Saône. Deux d'entre elles furent particulièrement marquantes : celle de 1840 qui fut la plus importante jamais connue et celle de 1955.

## Politique et administration

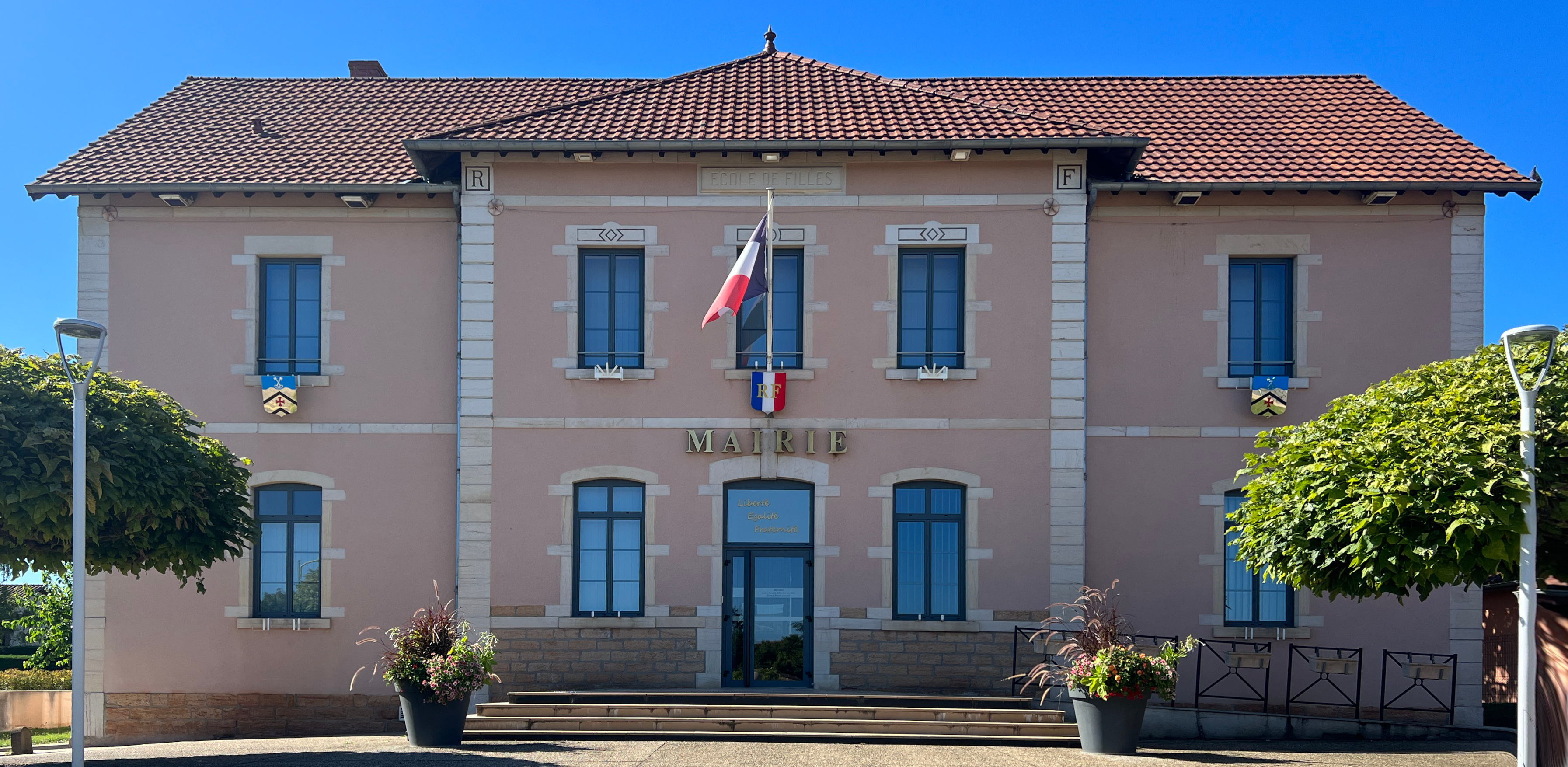
Mairie de Replonges.

### Tendances politiques et résultats
Politiquement, la commune de Replonges est ancrée à droite. Ainsi, le maire de la commune, de droite, est élu sans discontinuité depuis 1983 et demeure député de la quatrième circonscription de l'Ain depuis sa création, soit depuis 1988.
En 2007, 88,30 % des électeurs inscrits ont voté lors du second tour de l'élection présidentielle. 63,04 % ont choisi Nicolas Sarkozy, ce qui est largement supérieur à la moyenne nationale de 53,06 %, 36,96 % ont voté Ségolène Royal et 4,65 % ont voté blanc ou nul.
Lors du référendum de 2005, le « non » l'a emporté de justesse avec 50,95 % des suffrages recueillis. Ce jour-là, 29,64 % des Replongeards inscrits s'étaient abstenus.
| Scrutin             | Scrutin             | 1er tour | 1er tour | 1er tour | 1er tour | 1er tour | 1er tour | 1er tour | 1er tour | 1er tour | 1er tour | 1er tour  | 1er tour | 2d tour | 2d tour | 2d tour | 2d tour | 2d tour | 2d tour |
| Scrutin             | Scrutin             | 1er      | 1er      | %        | 2e       | 2e       | %        | 3e       | 3e       | %        | 4e       | 4e        | %        | 1er     | 1er     | %       | 2e      | 2e      | %       |
| ------------------- | ------------------- | -------- | -------- | -------- | -------- | -------- | -------- | -------- | -------- | -------- | -------- | --------- | -------- | ------- | ------- | ------- | ------- | ------- | ------- |
| Présidentielle 2017 | Présidentielle 2017 |          | EM       | 25,74    |          | FN       | 24,23    |          | LR       | 23,96    |          | LFI       | 11,16    |         | EM      | 62,89   |         | FN      | 37,11   |
| Présidentielle 2022 | Présidentielle 2022 |          | LREM     | 33,38    |          | RN       | 28,00    |          | LFI      | 12,38    |          | REC       | 6,96     |         | LREM    | 57,42   |         | RN      | 42,58   |
| Législatives 2022   | 4e                  |          | RN       | 24,77    |          | LR       | 20,11    |          | LREM-Ens | 16,36    |          | LFI-Nupes | 14,45    |         | RN      | 66,35   |         | LFI     | 33,65   |
| Législatives 2024   | 4e                  |          | RN       | 42,51    |          | HOR-Ens  | 20,94    |          | LR       | 19,84    |          | EELV-NFP  | 15,71    |         | HOR     | 51,47   |         | RN      | 48,53   |

### Rattachements administratifs et électoraux
Durant l'Ancien Régime, la commune était une communauté du mandement de Bâgé et du bailliage, de l'élection et de la subdélégation de Bourg.
Lors de la création des départements par la Révolution française, elle est intégrée au département de l'Ain et au district de Pont-de-Vaux. En 1800, après la suppression des districts, elle intègre l'arrondissement de Bourg-en-Bresse et reste dans le canton de Bâgé-le-Châtel. En mars 2015, à l'occasion des élections départementales, le décret du 13 février 2014 portant sur le redécoupage cantonal des cantons de l'Ain entre en vigueur. Ainsi, la commune ainsi que toutes celles du canton auquel Replonges appartenait sont intégrées au nouveau canton dont elle devient le chef-lieu qui regroupe 32 communes.
Depuis au moins 1988, Replonges fait partie de la quatrième circonscription de l'Ain pour l'élection des députés.

### Les maires
| Période        | Période        | Identité         | Étiquette   | Qualité                                              |
| -------------- | -------------- | ---------------- | ----------- | ---------------------------------------------------- |
| mai 1798       | février 1814   | Antoine Drevet   |             |                                                      |
| février 1814   | mai 1833       | Pierre Mingret   |             |                                                      |
| mai 1833       | décembre 1839  | Claude Châtelet  |             |                                                      |
| décembre 1839  | août 1843      | Pierre Mingret   |             |                                                      |
| août 1843      | septembre 1848 | Benoit Châtelet  |             |                                                      |
| octobre 1848   | mai 1852       | Claude Châtelet  |             |                                                      |
| juin 1852      | août 1865      | Hubert Gaillard  |             |                                                      |
| septembre 1865 | septembre 1870 | Jean Réty        |             |                                                      |
| septembre 1870 | février 1874   | Mathieu Broyer   |             |                                                      |
| février 1874   | juin 1876      | Jean Réty        |             |                                                      |
| juin 1876      | janvier 1881   | Mathieu Broyer   |             |                                                      |
| janvier 1881   | novembre 1889  | Tony Broyer      |             |                                                      |
| décembre 1889  | juin 1911      | Jean Lemonon     |             |                                                      |
| juin 1911      | mai 1912       | Pierre Broyer    |             |                                                      |
| mai 1912       | décembre 1914  | Louis Touton     |             |                                                      |
| décembre 1914  | décembre 1918  | Gabriel Pecquet  |             |                                                      |
| janvier 1919   | mai 1935       | Louis Touton     |             |                                                      |
| mai 1935       | mars 1942      | Jean Verdet      |             |                                                      |
| mars 1942      | septembre 1944 | Benoit Verchet   |             |                                                      |
| septembre 1944 | novembre 1947  | Edmond Blanc     |             | Président du conseil général de l'Ain de 1945 à 1949 |
| novembre 1947  | mars 1959      | Claudius Rousset |             |                                                      |
| mars 1959      | mars 1965      | Paul Robert      |             |                                                      |
| mars 1965      | mars 1971      | Louis Morier     |             |                                                      |
| mars 1971      | mars 1977      | Paul Robert      |             |                                                      |
| mars 1977      | mars 1983      | Amédé Chambard   |             |                                                      |
| mars 1983      | mars 2014      | Michel Voisin    | UMP         | Député Conseiller régional de Rhône-Alpes            |
| mars 2014      | En cours       | Bertrand Vernoux | UMP puis LR | Professeur                                           |

### Intercommunalité

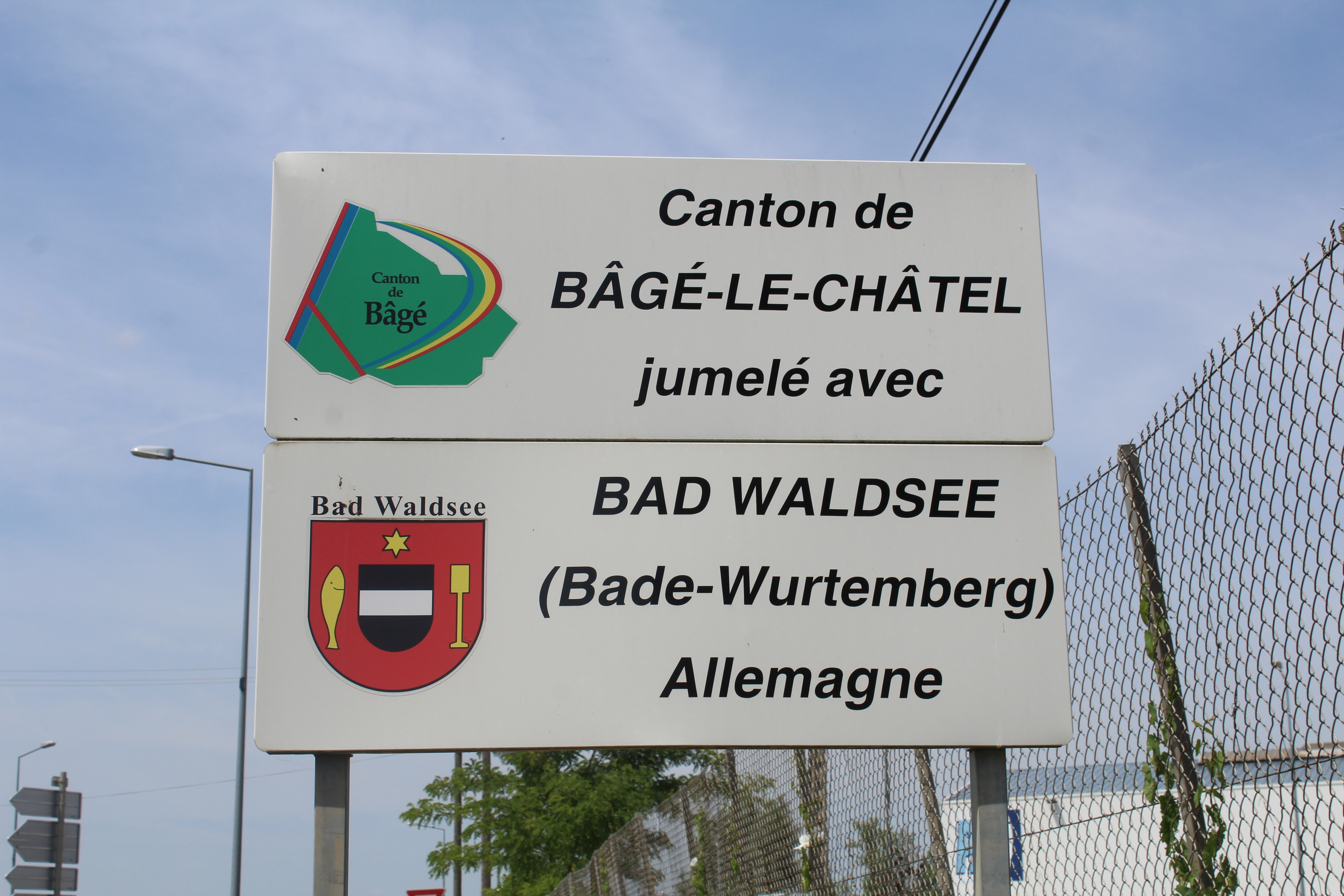
Panneau du jumelage.

Jusqu'au 31 décembre 2016, Replonges appartenait à la communauté de communes du pays de Bâgé, intercommunalité créée le 1er janvier 1998 à la suite de la dissolution du SIVOM du canton de Bâgé créé en 1972. Ce jour de 1998 vit aussi la disparition de Saint-Laurent-sur-Saône qui rejoint alors la communauté d'agglomération du Mâconnais - Val-de-Saône. Depuis le 1er janvier 2017, la commune est intégrée à la nouvelle communauté de communes du pays de Bâgé et de Pont-de-Vaux. Cette dernière regroupe les communes de l'ancienne intercommunalité à celles du canton de Pont-de-Vaux. La structure devient communauté de communes Bresse et Saône le 13 décembre de la même année.
Une autre structure regroupe l'intercommunalité à d'autres de la région. Le syndicat mixte Bresse Val de Saône, créé en 1995, regroupe 40 communes,. Son but est de négocier les procédures que proposent l'Union européenne, l'État ou la région Auvergne-Rhône-Alpes qui pourraient développer un territoire plus vaste que la simple communauté de communes.
Enfin, comme la totalité des communes du département de l'Ain, le village appartient au syndicat intercommunal d'énergie et de e-communication de l'Ain, organisation fondée le 11 mars 1950. Le syndicat est compétent dans la gestion des réseaux d'électrification, de gaz, de l'éclairage public, de la communication électronique. En plus de ces compétences, la structure accompagne les communes pour qu'elles puissent maîtriser leur consommation d'énergie, gère un système d'information géographique et a mis en place dans le département, par l'intermédiaire de sa régie Réso-Liain, un réseau de fibre optique pour avoir accès à Internet à très haut débit.

### Jumelages
| \| Bad Waldsee Replonges \| Localisation des communes jumelées. |
| Bad Waldsee Replonges                                           |

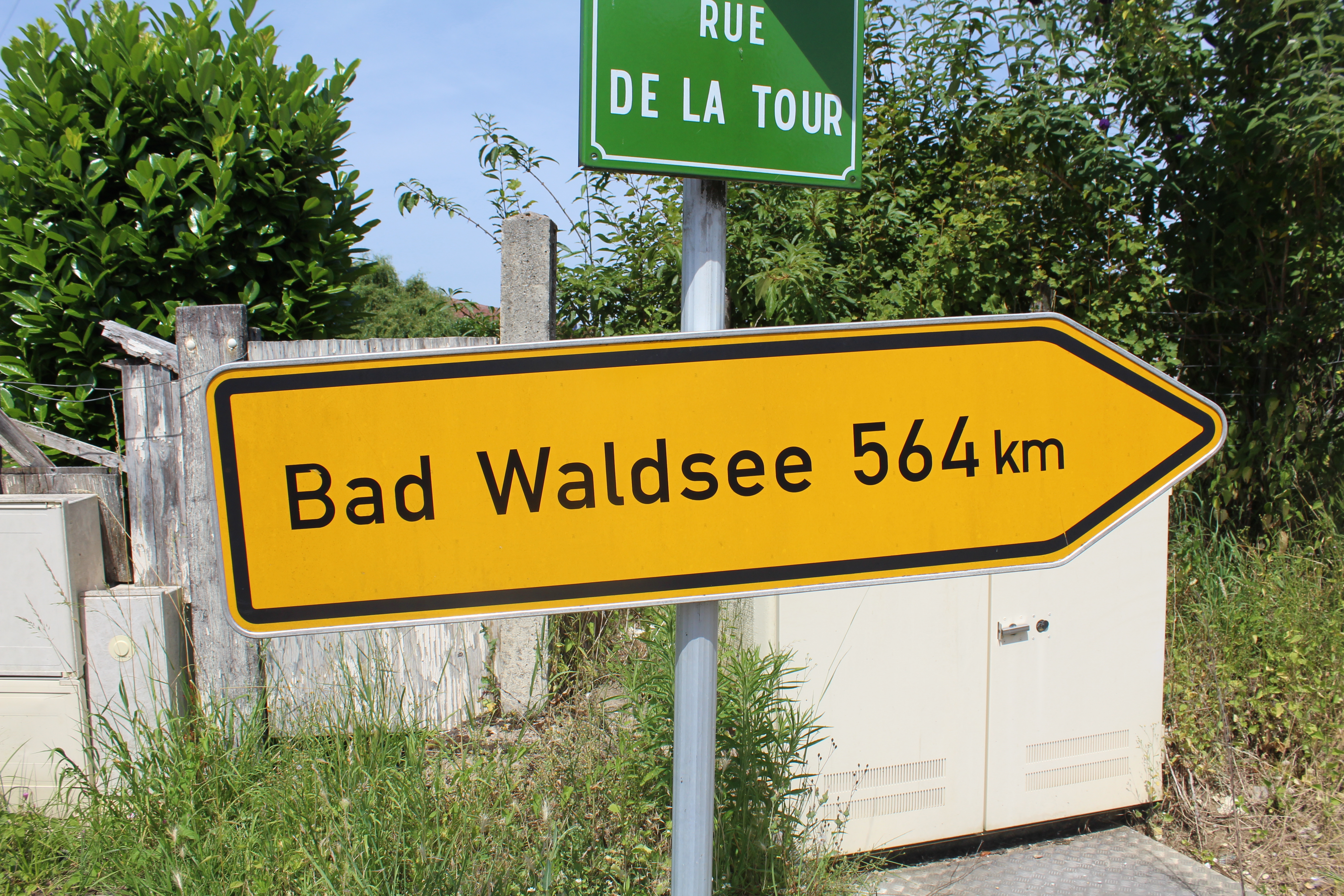
Panneau indiquant la distance entre Replonges et Bad Waldsee.

La communauté de communes du pays de Bâgé dont la commune faisait partie jusqu'à sa dissolution est jumelée avec la commune de Bad Waldsee localisée au sud de la Bavière en Allemagne depuis le 13 octobre 1991. Ce jumelage est né d'un échange franco-allemand débuté en 1977 grâce à Roger Poulnard, fondateur du lycée de Bâgé-la-Ville, et à MM. Subreville et Batho, professeurs d'allemand du collège. Ces derniers ont fait une demande de contact avec un établissement de l'Allemagne auprès du Ministère de l'Éducation nationale qui leur ont répondu favorablement en leur proposant la Realschule de Bad Waldsee. Une dizaine de mois après avoir reçu cette réponse, Herr Schültz, professeur de français à la Realschule arrive en France avec 15 collégiens,. Ce n'est qu'une quinzaine d'années plus tard que l'échange scolaire devient un jumelage intercommunal. Depuis, un voyage est organisé chaque année et les élèves choisissant d'étudier l'allemand ont un correspondant.

## Population et société

### Démographie

#### Évolution démographique
L'évolution du nombre d'habitants est connue à travers les recensements de la population effectués dans la commune depuis 1793. Pour les communes de moins de 10 000 habitants, une enquête de recensement portant sur toute la population est réalisée tous les cinq ans, les populations de référence des années intermédiaires étant quant à elles estimées par interpolation ou extrapolation. Pour la commune, le premier recensement exhaustif entrant dans le cadre du nouveau dispositif a été réalisé en 2005.

En 2022, la commune comptait 3 929 habitants, en évolution de +6,13 % par rapport à 2016 (Ain : +5,15 %, France hors Mayotte : +2,11 %).
| 1793  | 1800  | 1806  | 1821  | 1831  | 1836  | 1841  | 1846  | 1851  |
| ----- | ----- | ----- | ----- | ----- | ----- | ----- | ----- | ----- |
| 1 190 | 1 360 | 1 414 | 1 635 | 1 794 | 1 848 | 1 874 | 1 966 | 2 010 |

| 1856  | 1861  | 1866  | 1872  | 1876  | 1881  | 1886  | 1891  | 1896  |
| ----- | ----- | ----- | ----- | ----- | ----- | ----- | ----- | ----- |
| 2 039 | 1 918 | 1 927 | 1 872 | 1 878 | 1 792 | 1 687 | 1 642 | 1 603 |

| 1901  | 1906  | 1911  | 1921  | 1926  | 1931  | 1936  | 1946  | 1954  |
| ----- | ----- | ----- | ----- | ----- | ----- | ----- | ----- | ----- |
| 1 620 | 1 612 | 1 588 | 1 540 | 1 547 | 1 531 | 1 590 | 1 730 | 1 775 |

| 1962  | 1968  | 1975  | 1982  | 1990  | 1999  | 2005  | 2006  | 2010  |
| ----- | ----- | ----- | ----- | ----- | ----- | ----- | ----- | ----- |
| 1 873 | 2 187 | 2 440 | 2 610 | 2 687 | 2 845 | 3 028 | 3 102 | 3 500 |

| 2015  | 2020  | 2022  | - | - | - | - | - | - |
| ----- | ----- | ----- | - | - | - | - | - | - |
| 3 673 | 3 833 | 3 929 | - | - | - | - | - | - |

#### Pyramide des âges
En 2021, le taux de personnes d'un âge inférieur à 30 ans s'élève à 33,4 %, soit en dessous de la moyenne départementale (35,3 %). À l'inverse, le taux de personnes d'âge supérieur à 60 ans est de 26,5 % la même année, alors qu'il est de 24,3 % au niveau départemental.
En 2021, la commune comptait 1 940 hommes pour 1 959 femmes, soit un taux de 50,24 % de femmes, légèrement inférieur au taux départemental (50,65 %).
Les pyramides des âges de la commune et du département s'établissent comme suit :
| Hommes | Classe d’âge | Femmes |
| ------ | ------------ | ------ |
| 0,4    | 90 ou +      | 0,8    |
| 7,9    | 75-89 ans    | 8,7    |
| 16,7   | 60-74 ans    | 18,2   |
| 21,9   | 45-59 ans    | 20,7   |
| 18,1   | 30-44 ans    | 19,4   |
| 14,0   | 15-29 ans    | 12,2   |
| 20,9   | 0-14 ans     | 19,8   |

| Hommes | Classe d’âge | Femmes |
| ------ | ------------ | ------ |
| 0,6    | 90 ou +      | 1,6    |
| 6,3    | 75-89 ans    | 8,1    |
| 15,5   | 60-74 ans    | 16,2   |
| 21     | 45-59 ans    | 20,4   |
| 19,8   | 30-44 ans    | 19,8   |
| 16,4   | 15-29 ans    | 15     |
| 20,4   | 0-14 ans     | 18,9   |

### Enseignement

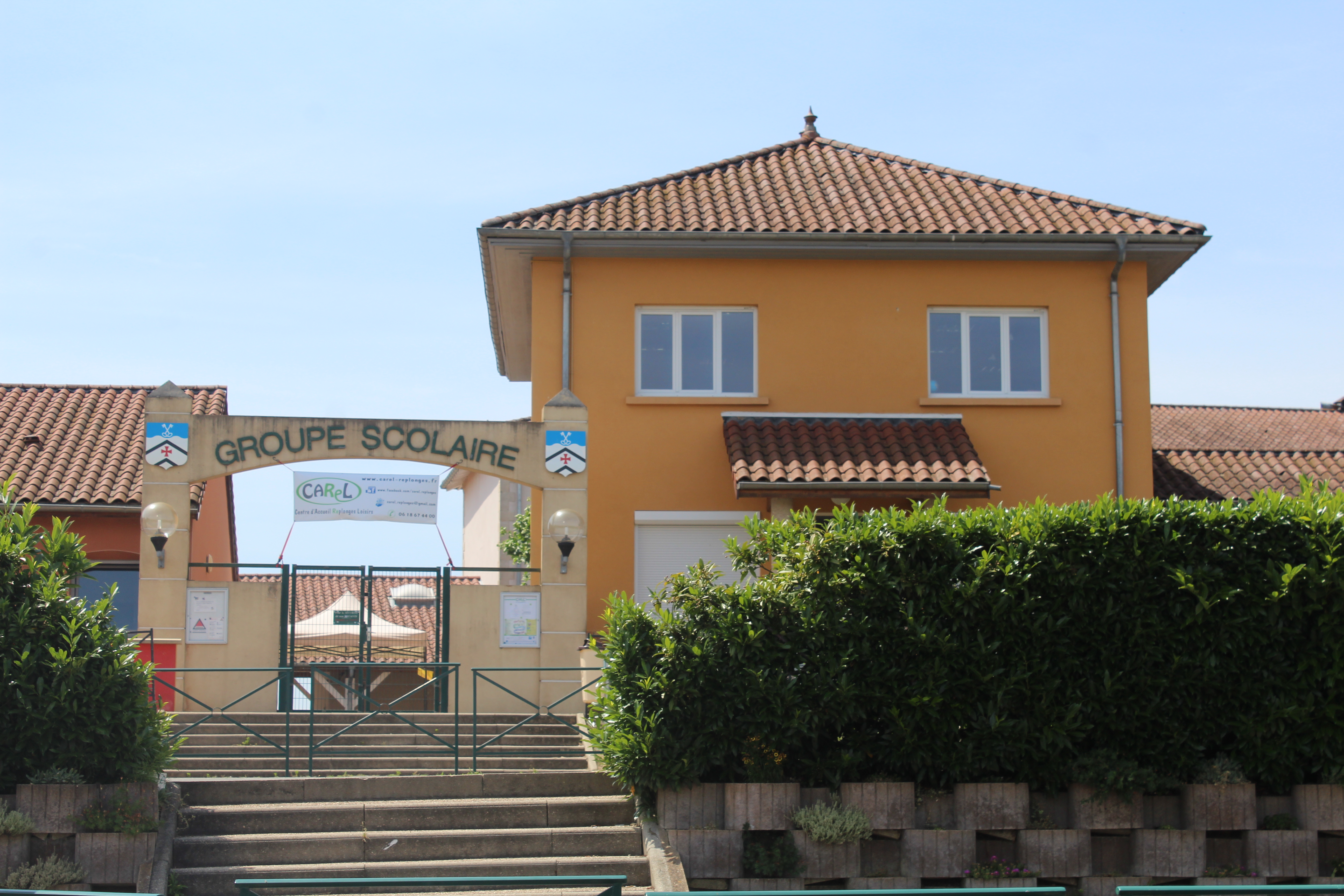
École publique.

La commune possède une école publique et une école privée, ainsi qu'un centre de loisirs. Le collège de secteur est celui de Bâgé-la-Ville — même si parfois, certains élèves partent au collège privé de Feillens — et le lycée de secteur est le lycée René-Cassin de Mâcon.

### Culture

#### Lieux culturels

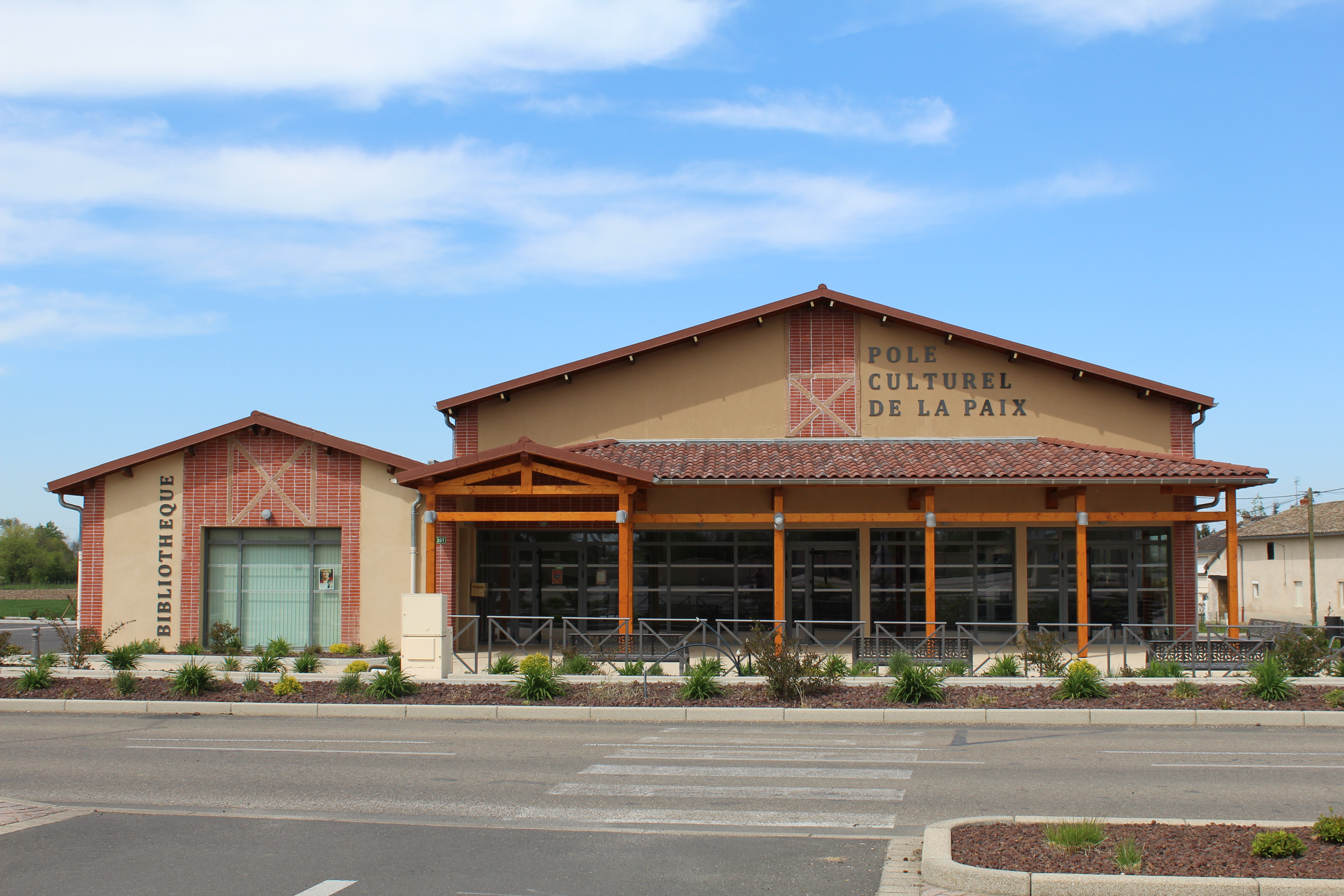
Pôle culturel de la paix.

- Le pôle culturel de la paix accueille la bibliothèque et permet aux associations de proposer des activités culturelles.
- La ludothèque appartient au pôle enfance de la commune.

#### Manifestations culturelles et festivités
- Chaque année, le bal et le banquet des conscrits a lieu la fin février avec un défilé des classes dans la rue.
- Tous les 3e dimanches de chaque mois est organisé le marché de la moto ancienne organisée par le Club du Vieux Guidon au stade de la Madeleine.
- Tous les 1er mai, l'US Replonges organise un tournoi de football pour les jeunes.
- La fête villageoise a lieu chaque année début septembre.

### Santé
Proche de l'axe principal se trouve un espace de santé comprenant des médecins, des dentistes mais également des professionnels paramédicaux, avec une pharmacie à proximité. 

### Sports

#### Clubs sportifs
- L'Union sportive Replonges est un club omnisports avec la section football et basket. Pour la section football, les joueurs du club sont dans les catégories U7, U9, U11, U13, séniors et vétérans. Pour les catégories U15, U17 et U19, les joueurs de l'USR rejoignent l'Essor Bresse Saône qui est un club qui réunit l'US Feillens, l'AS Bâgé et le FC Manziat.
- Badminton Club - Replonges
- Le Cyclo Club de Replonges propose des activités cyclistes sur routes et VTT
- Le Foyer Musical propose de pratiquer la danse modern'jazz pour tous
- L'Espoir Gymnique de Replonges permet la pratique de la gymnastique et l'aérobic, la step et le tir à l'arc
- Pétanque Club - Replonges
- Tennis club de Replonges
- Volley club de Replonges

#### Infrastructures sportives

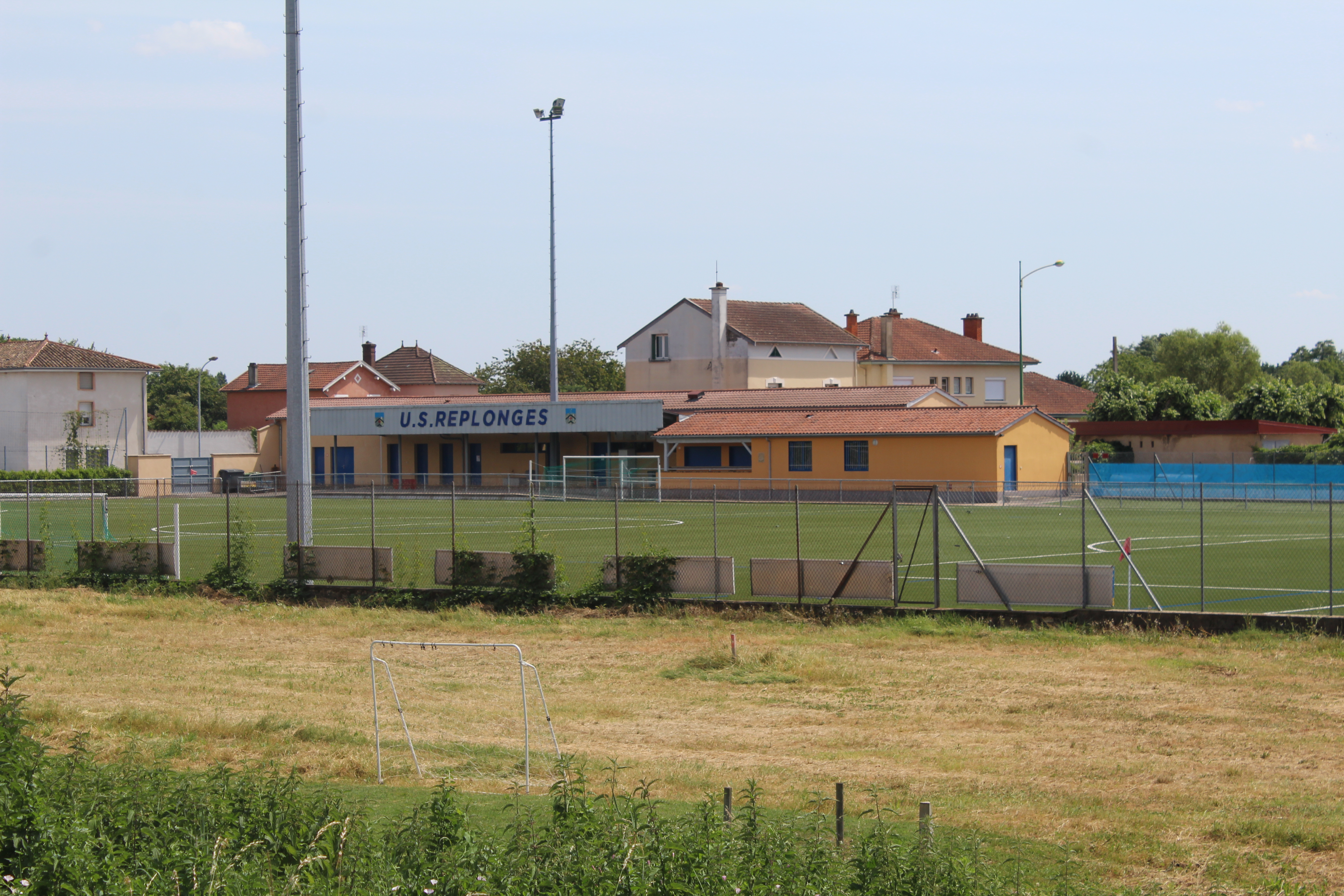
Stade de la Madeleine.

- Le stade de la Madeleine comporte deux terrains de football dont le terrain d'honneur avec un revêtement synthétique. Il accueille les rencontres de l'US Replonges et de l'EBS.
- La salle Limorin bénéficie d'équipements sportifs pour la pratique de la gymnastique.
- À proximité de la salle Limorin, on trouve deux courts de tennis.
- Près de la mairie, le gymnase scolaire accueille de nombreux clubs.

### Médias et numérique
Le Progrès est un journal régional diffusant dans les départements de l'Ain, du Jura, du Rhône, de la Loire et de la Haute-Loire. Chaque vendredi est publié le journal local hebdomadaire Voix de l'Ain. De plus, Le Journal de Saône-et-Loire, paru pour la première fois le 2 juillet 1826, est la version saône-et-loirienne du Progrès. Ce journal quotidien paraît dans les environs sous l'édition de Mâcon.
Dans le domaine télévisuel, la chaîne France 3 émet un décrochage local dans la commune par le biais de France 3 Rhône Alpes. Enfin, Radio Scoop est une radio musicale d'Auvergne-Rhône-Alpes qui possède une station à Bourg-en-Bresse diffusant dans l'Ain.
Depuis 2012, la commune dispose du très haut débit avec la fibre optique grâce au réseau public de fibre optique LIAin régi par le syndicat intercommunal d'énergie et de e-communication de l'Ain. Toutefois, seules les deux zones d'activités bénéficient de cette technologie pour le moment.

## Économie

### Entreprises de l'agglomération
On trouve à Replonges deux zones d'activités :
- la zone d'activités de Mâcon-Est est située dans l'est de la commune près de la gare de péage de Replonges. Parmi les entreprises installées dans la zone, on peut citer STEF, spécialisée dans le transport et la logistique du froid, l'imprimerie Comimpress, Vandermoortele, entreprise spécialisée des produits de boulangerie viennoiserie pâtisserie surgelés pour la grande distribution ou les Sociétés Déménagements PRUDENT et Alternativ'Stockage qui proposent des services de déménagement, garde-meubles et self-stockage ;
- la zone d'activités Combe de Veyle, localisée dans le sud de la commune. Les entreprises bénéficient de la gare de péage de Crottet située à un kilomètre. La Société Européenne d'Abrasif (entreprise centenaire fabriquant des meules, des papiers et toiles abrasifs) et l'entreprise Lacour, spécialisée dans la chaudonnerie et l'inox, sont deux entreprises qui sont implantées dans la zone.

### Commerce
De nombreux commerces sont implantés à Replonges, principalement dans le quartier de La Madeleine qui bénéficie du passage de la D1079, route rejoignant Mâcon et Bourg-en-Bresse. On y trouve des garages automobiles, un supermarché, des restaurants des hôtels et d'autres commerces.

## Culture et patrimoine

### Lieux et monuments

#### Monuments laïques
Près de l'église romane, la Tour de Luysandres, ancien pigeonnier circulaire, est au centre d'une propriété privée. Sur la place de la paix, le monument aux morts fut érigé en l'honneur des enfants de Replonges morts durant les guerres. Autre monument dédié aux victimes de guerre, la stèle le long de la route de Saint-Laurent a été édifiée en l'honneur de Guy Josserand et Jean Rigolet, deux élèves du collège technique de Cluny qui furent assassinés à l'emplacement du monument le 28 août 1944 par la milice allemande.
La porte de la Paix fait face au monument aux morts sur la même place. Au carrefour de La Madeleine, le buste de Louis Desnoyers, inauguré en 1908 rappelle que le fondateur de la société des gens de lettres est né dans la commune. Enfin, au Puits Guillemin est érigée une stèle en l'honneur de Raymond Dumay.

Monuments laïques de Replonges.
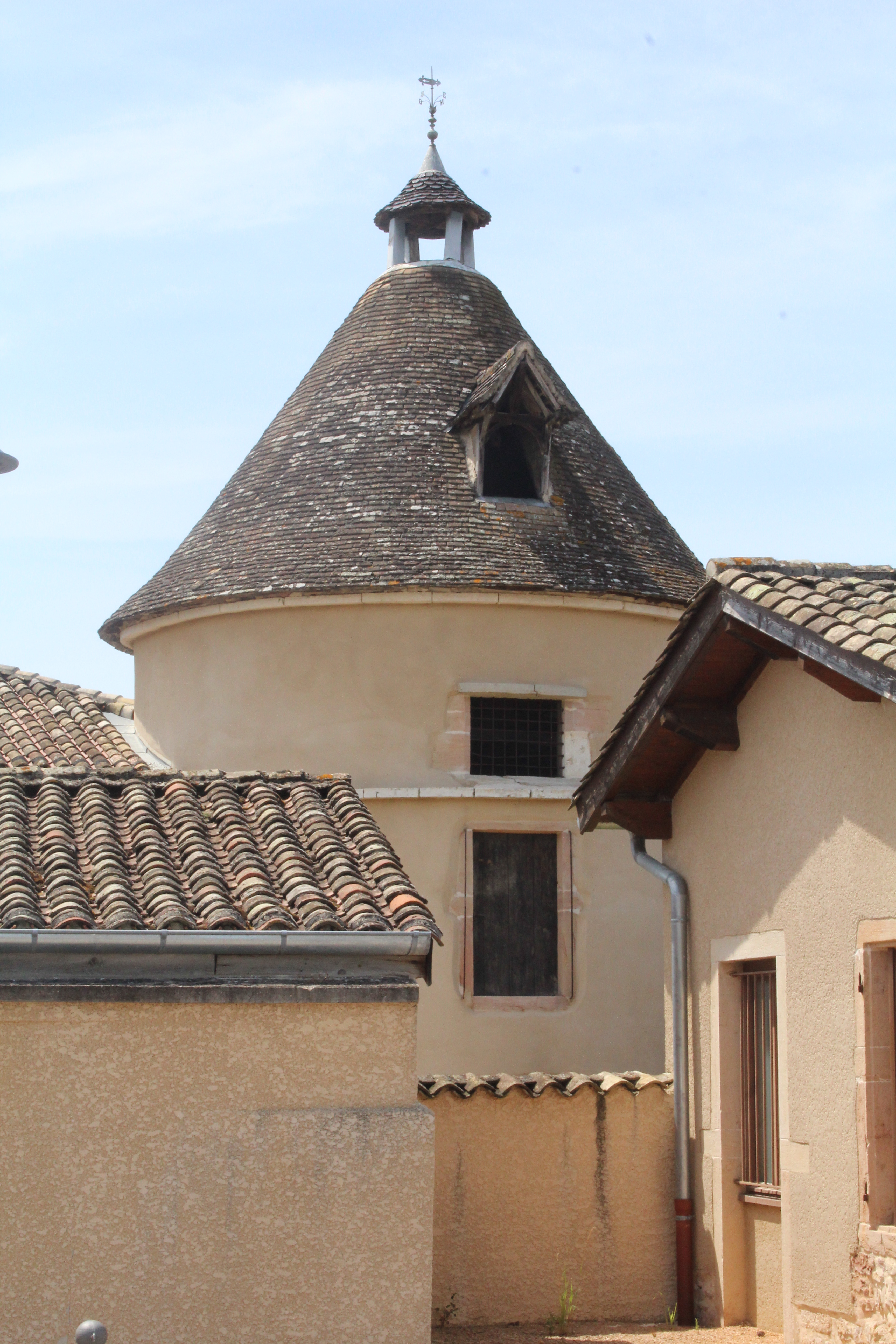
Tour de Luysandres.
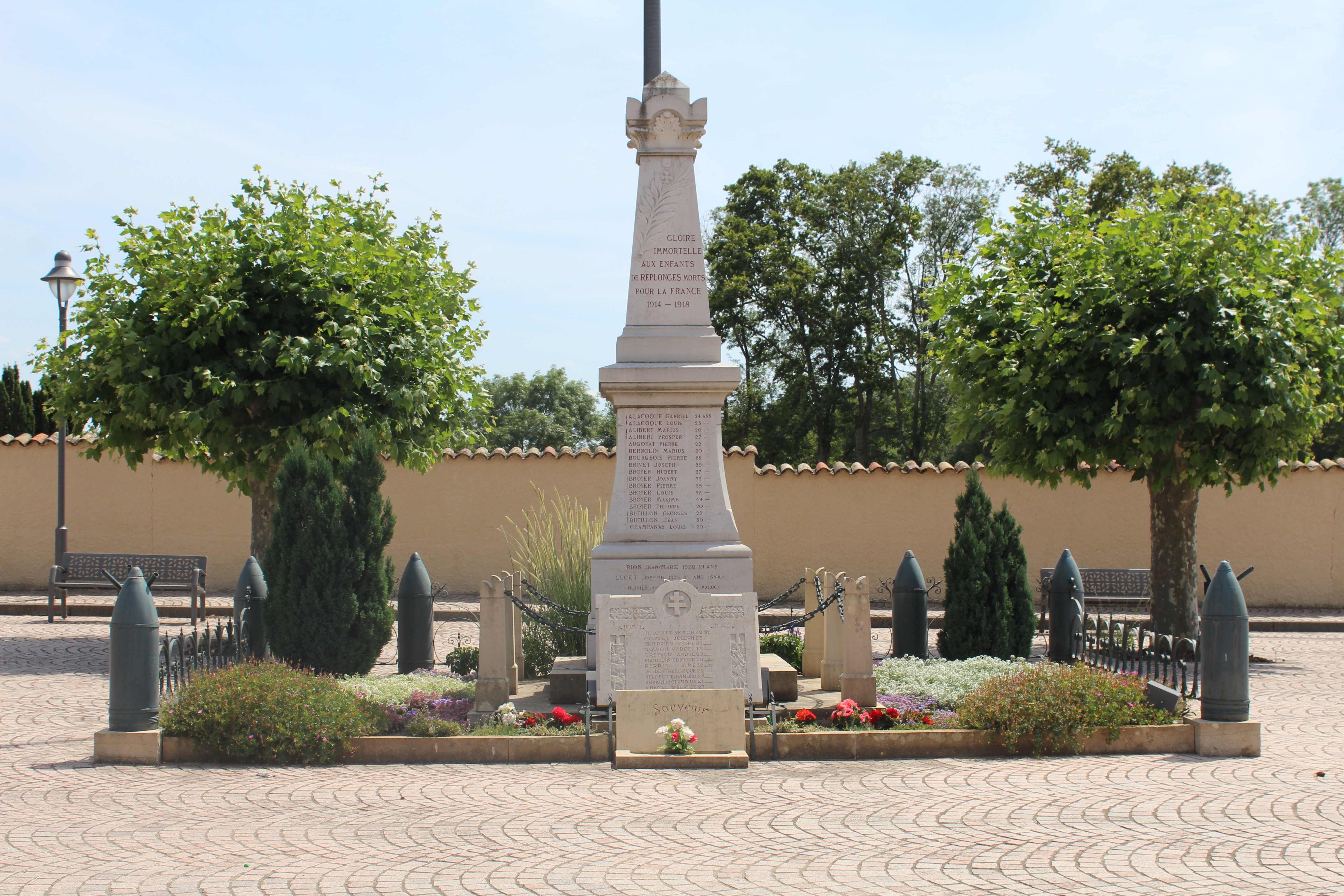
Monument aux morts.
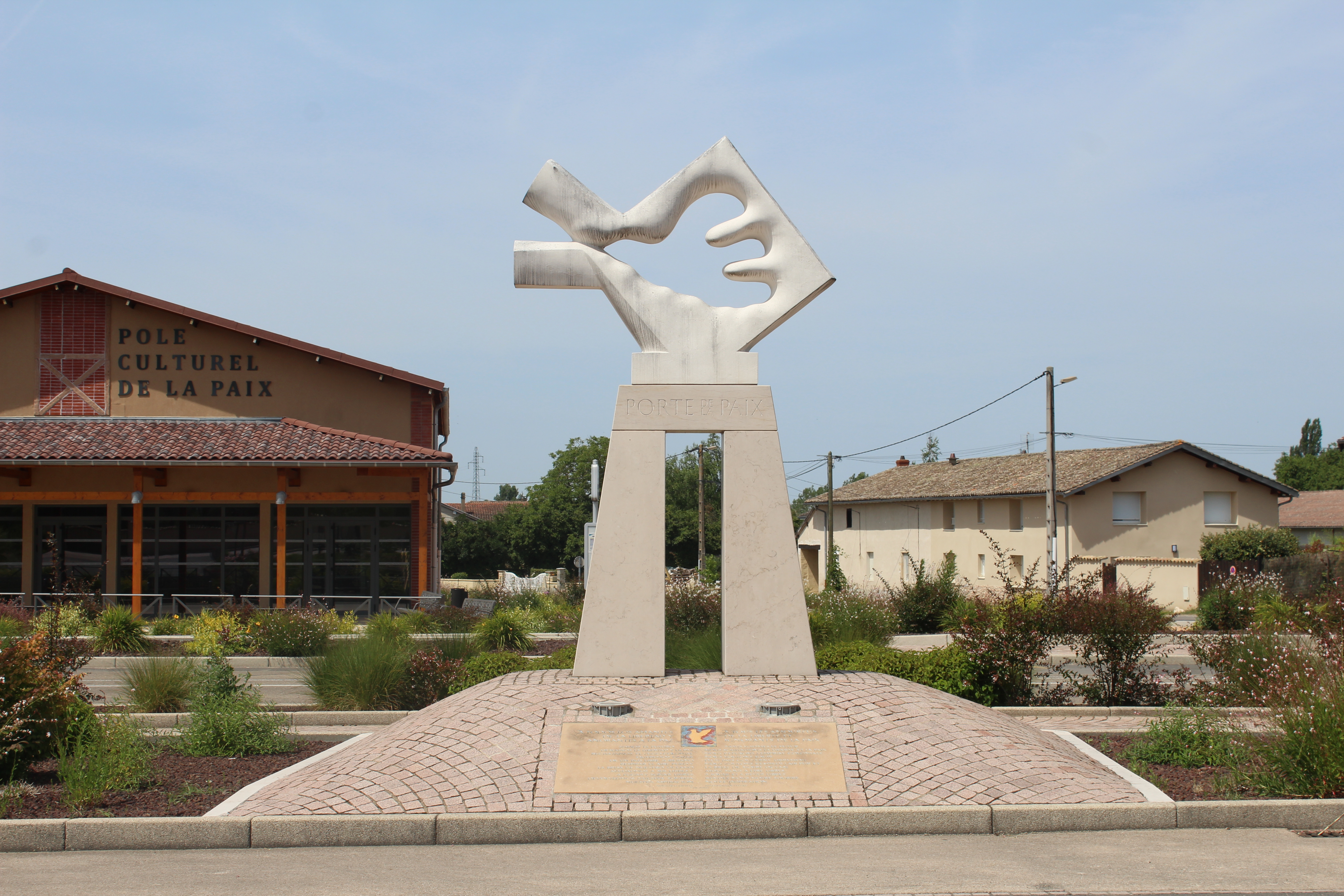
Porte de la Paix.
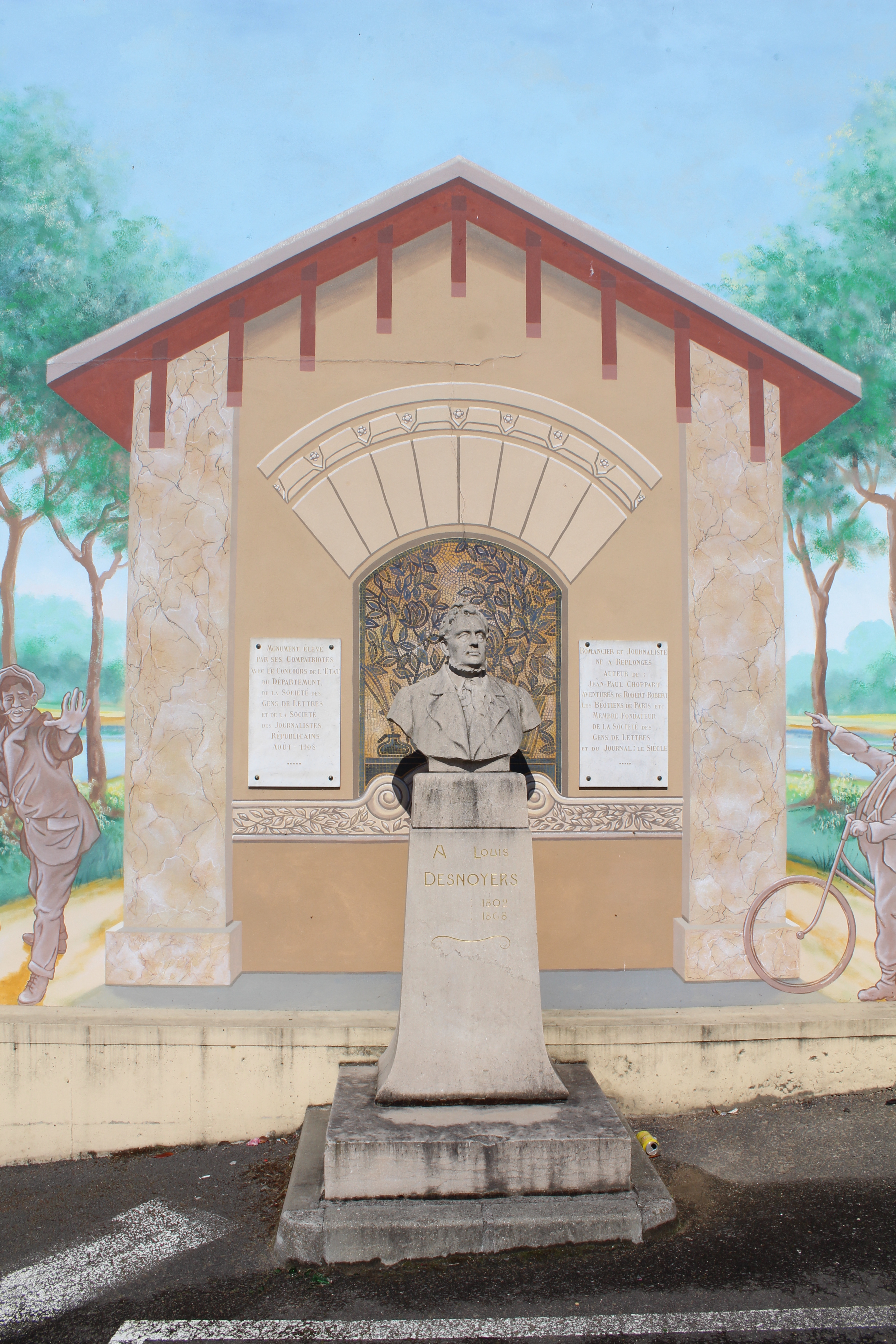
Buste de Louis Desnoyers.
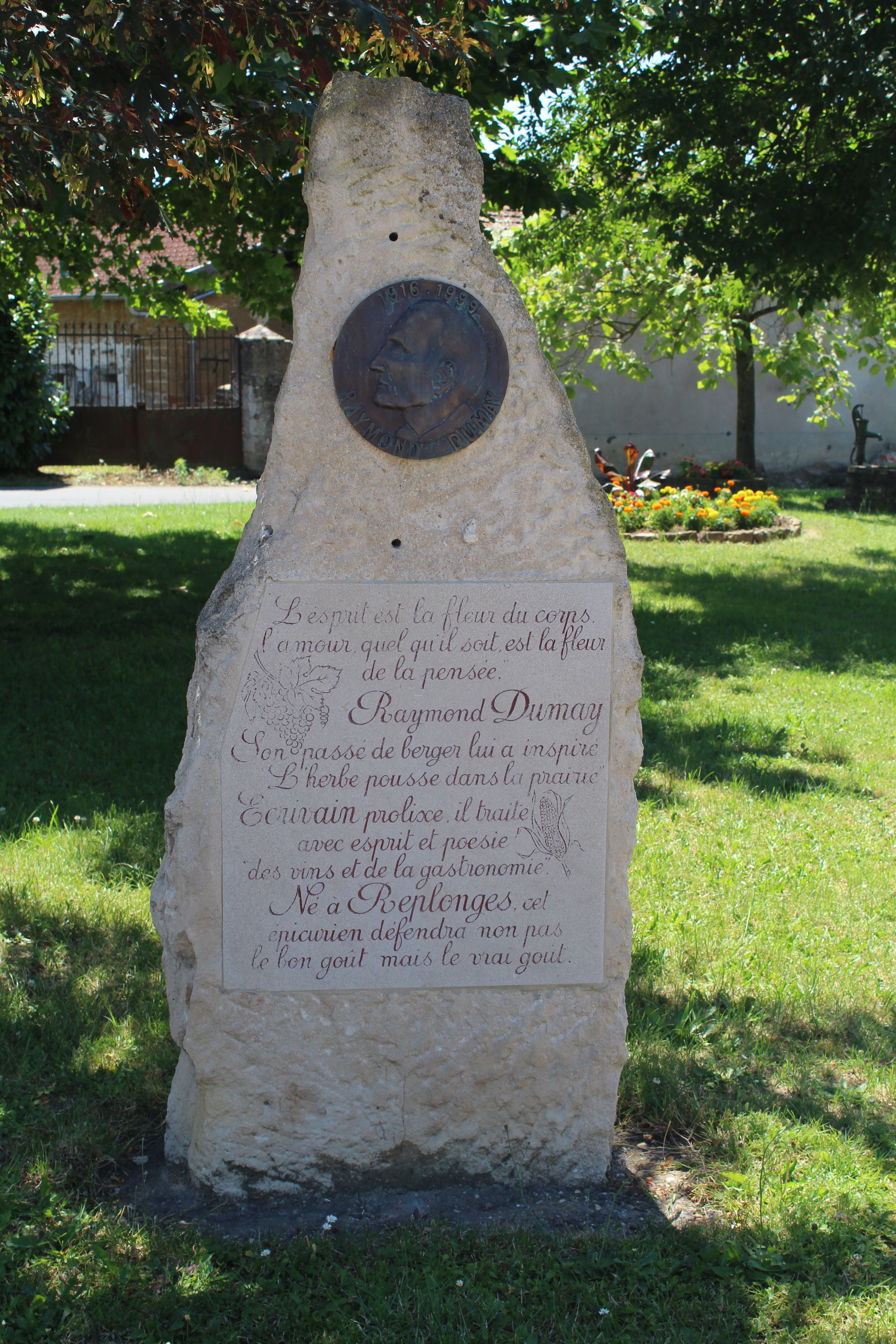
Stèle Dumay.
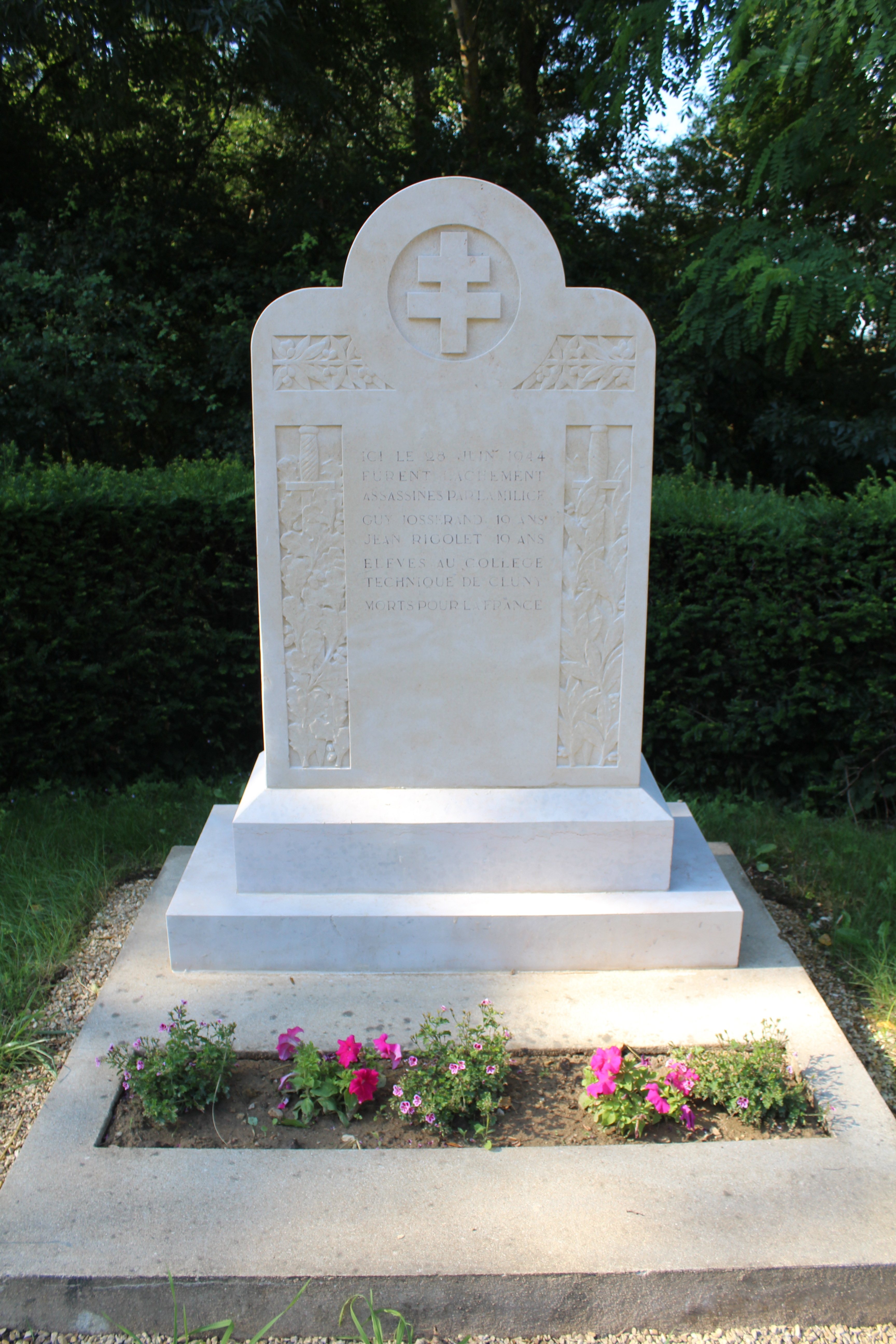
Monument en l'honneur des deux élèves.

#### Monuments religieux
- Église Saint-Martin de Replonges.
- La chapelle de La Madeleine fut construite sur l'emplacement d'un ancien oratoire du Moyen Âge[58]. Après être tombée en ruine, la chapelle fut restaurée en 1675 puis en 1992. Autre édifice voué au culte catholique, l'église romane dédiée à saint Martin fut construite à la fin en 1096[59] à la suite d’un vœu émis par le seigneur du Molard. Agrandie au XIIIe siècle puis au XVe siècle, l'église vit son clocher détruit durant la Révolution avant d'être reconstruit en 1810.
- De nombreuses croix de chemins sont dispersées dans la commune. Parmi elles, on peut citer la Croix du Suc, la Croix Colin et la Croix du Puits Guillermin.
- Au hameau de Pain Blanc, on trouve une statue de Notre-Dame de Pain Blanc.

Monuments religieux de la commune.
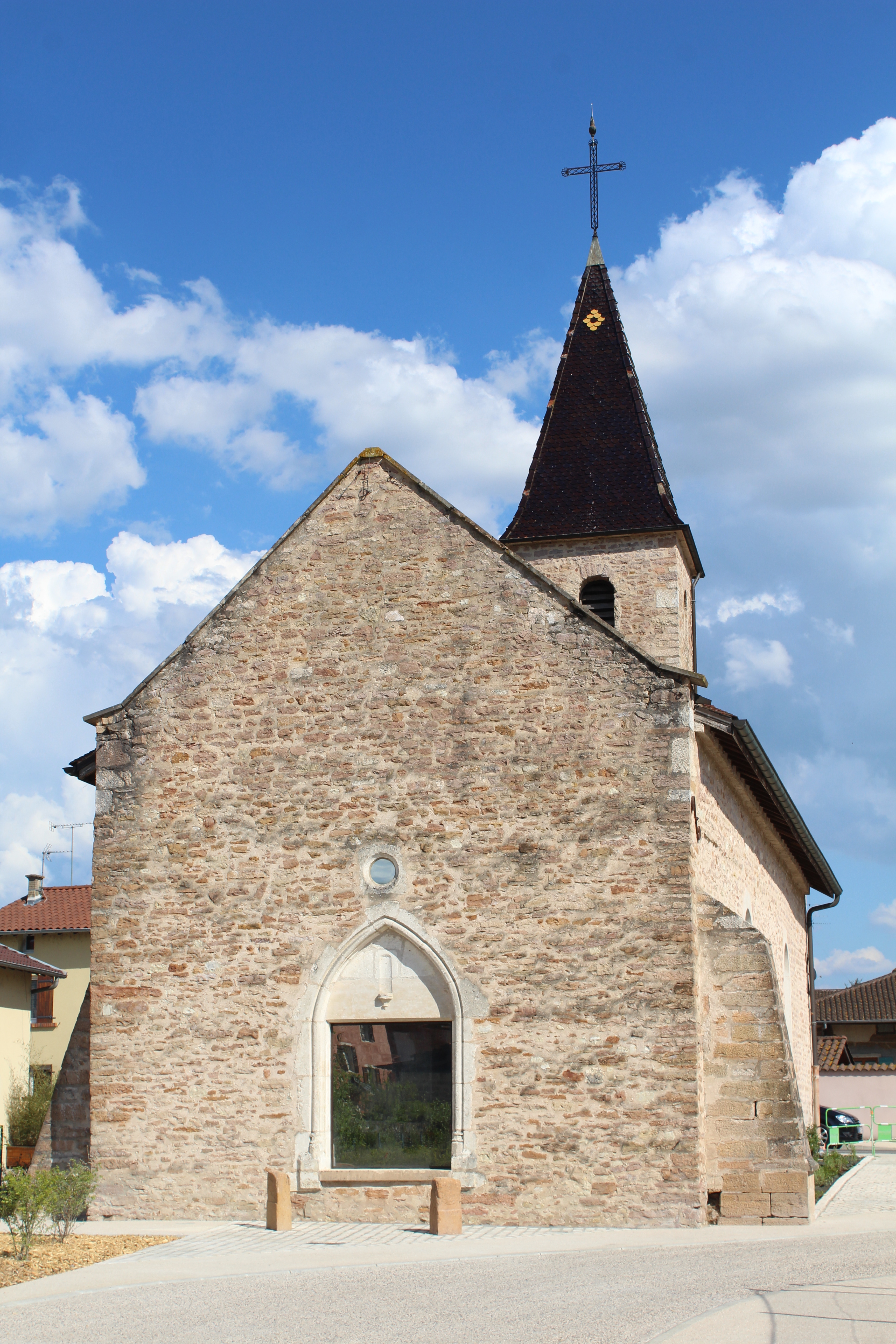
Chapelle de la Madeleine.
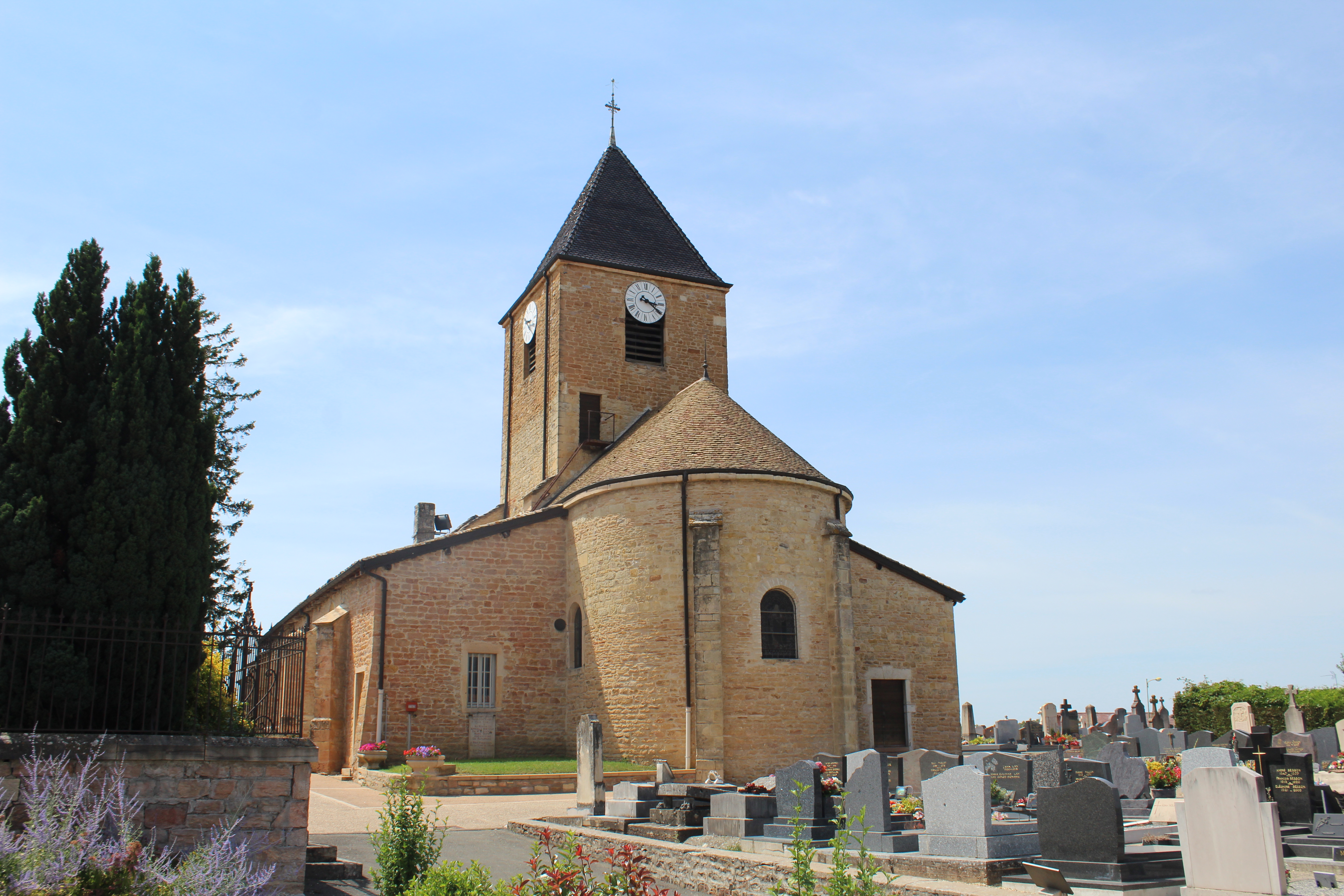
Église romane.
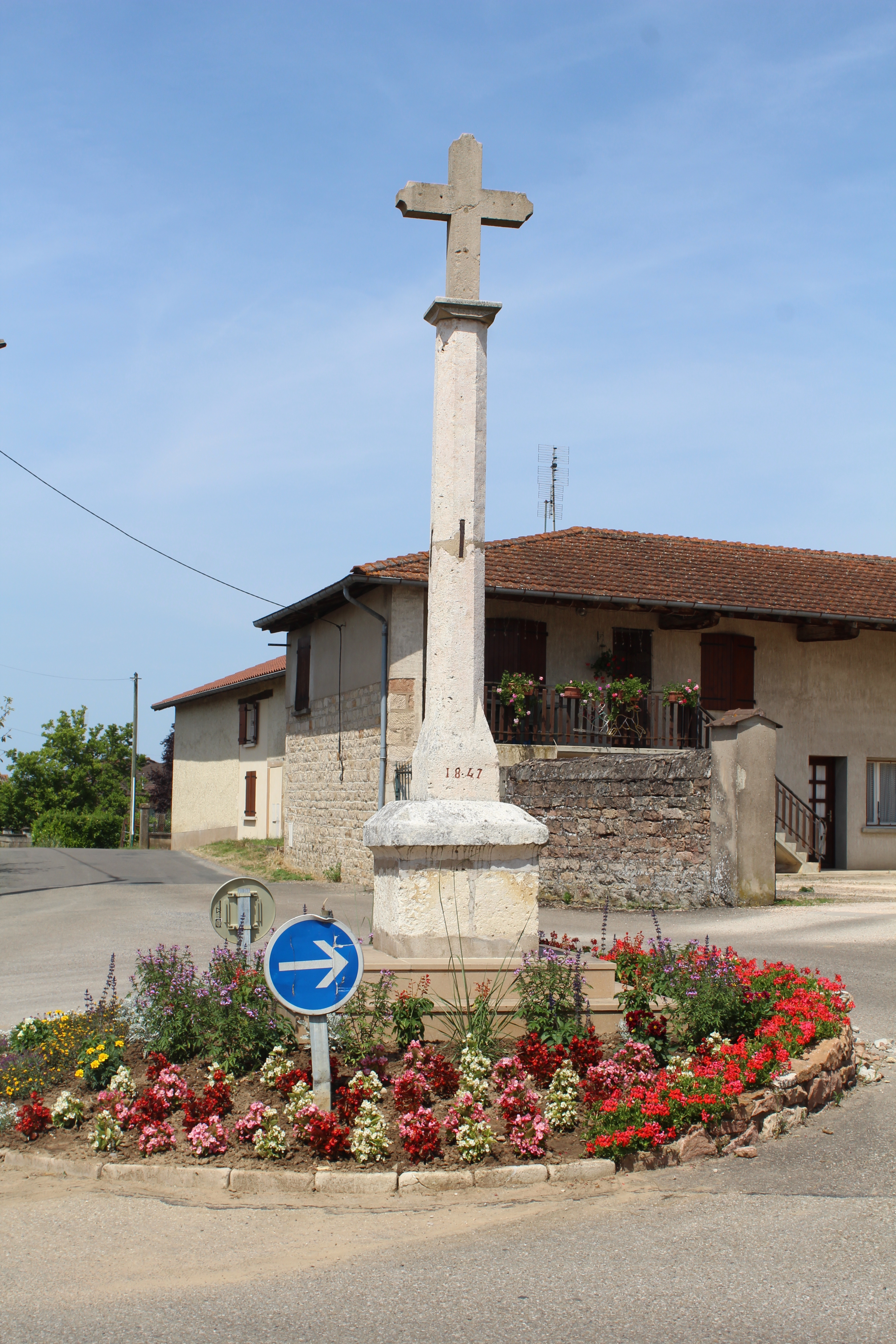
Croix Colin.
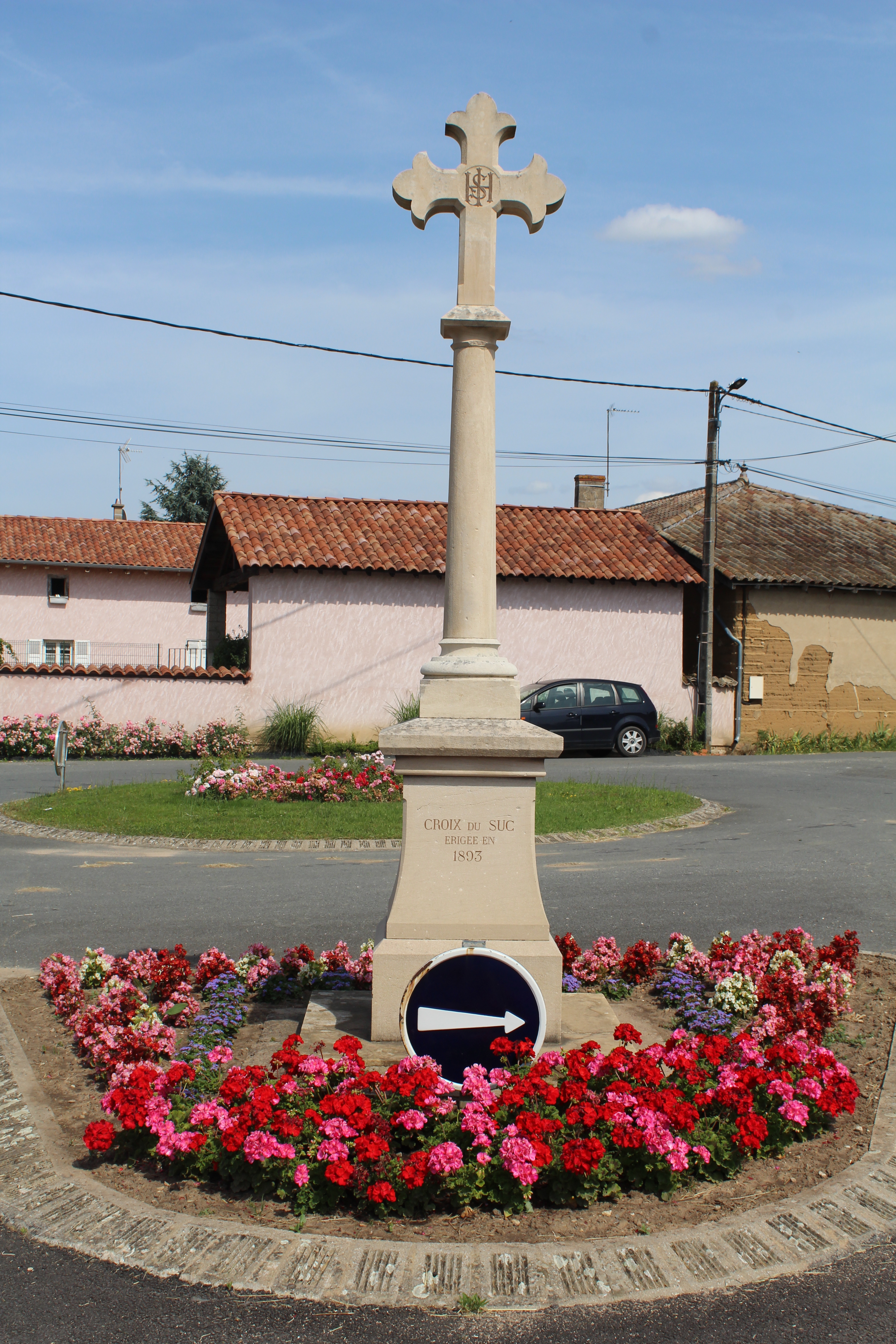
Croix du Suc.
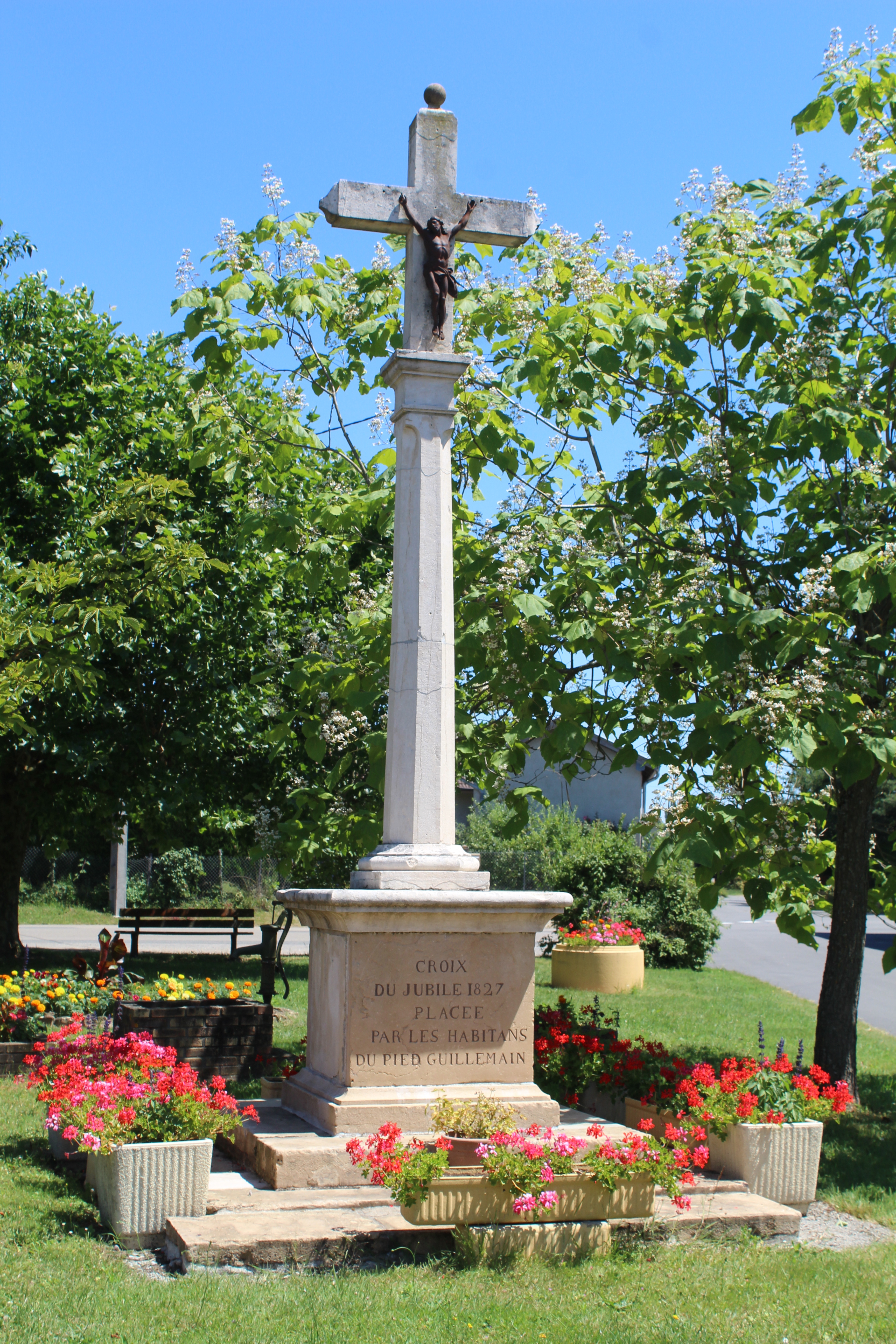
Croix du Puits Guillemin.
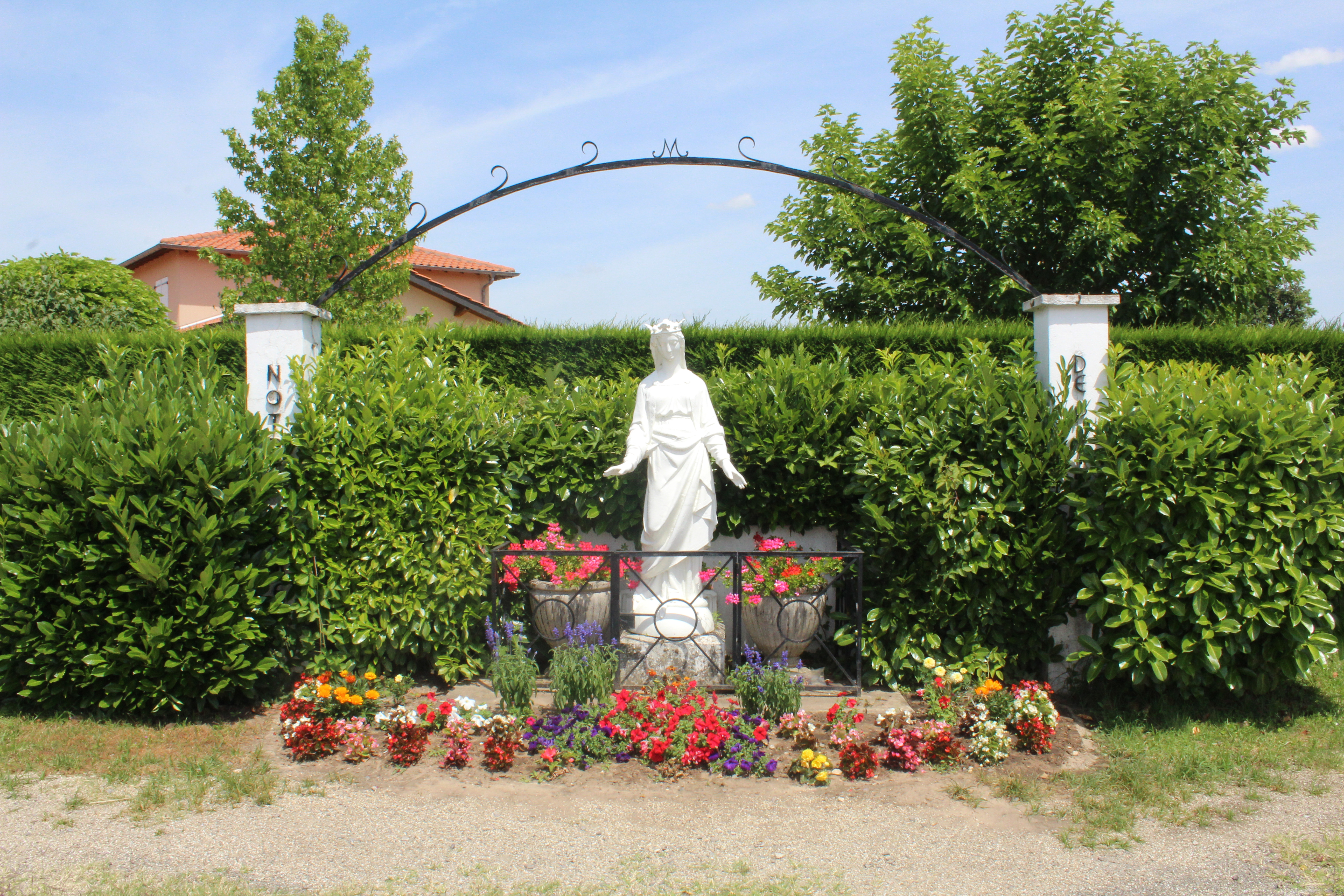
Notre-Dame de Pain Blanc.

#### Patrimoine naturel

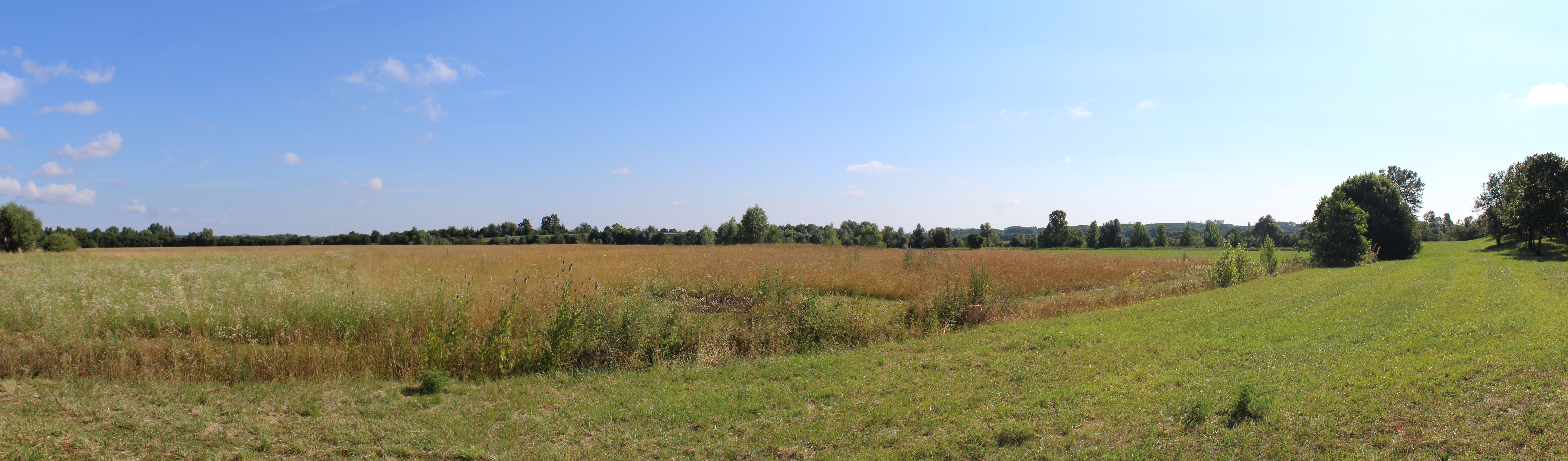
Prairie à La Levée, le canal de dérivation se trouve devant les arbres du fond.

L'ouest de la commune fait partie des prairies inondables du val de Saône, zone intégrée dans le réseau Natura 2000. À Replonges, on leur donne le nom de la Prairie.

### Héraldique
| Blason de Replonges | Blason  | D'argent aux deux chevrons de sable encadrant une croisette pattée de gueules, au chef ondé d'azur chargé de deux clefs d'or passées en sautoir. |
| Blason de Replonges | Détails | |

### Gastronomie
Les spécialités culinaires sont celles de la région bressane, c'est-à-dire la volaille de Bresse, les gaudes, la galette bressane, les gaufres bressanes, la fondue bressane.
La commune se situe dans l'aire géographique de l'AOC Volailles de Bresse et a aussi l'autorisation de produire le vin IGP Coteaux de l'Ain (sous les trois couleurs, rouge, blanc et rosé).

### Personnalités liées à la commune

#### Personnalités nées à Replonges
- Louis Desnoyers (1805-1868), journaliste et écrivain né à Replonges, fondateur de la Société des gens de lettres (personnalité dont un buste, inauguré à Replonges en 1908, rappelle le souvenir)[64].
- Raymond Dumay (Replonges, 6 novembre 1916 - Paris, 28 juillet 1999), écrivain et journaliste.
- Michel Voisin (1944), homme politique, ancien maire de la commune.

#### Autres personnalités
- Frédéric Bouraly (1960-) acteur français connu pour avoir incarné José dans Scènes de ménages habitait dans la commune[65].
- Mélissa Da Costa (1990-), romancière française